# Stegosaurus
Stegosaurus is een geslacht van uitgestorven ornithischische dinosauriërs. Het geslacht behoort tot de Stegosauria, een groep planteneters die in het Jura haar hoogtepunt bereikte. Stegosaurus leefde 150 miljoen jaar geleden tijdens het Laat-Jura in Noord-Amerika en is met negen meter lengte de grootste bekende stegosauriër.
Het eerste fossiel van Stegosaurus werd ontdekt in 1877. Het geslacht kreeg in dat jaar van Marsh zijn naam, die 'daksauriër' betekent. Er werden later nog meer fossielen van Stegosaurus gevonden. Vaak werden die als aparte soorten gezien, ook als hun skelet maar weinig anders was. In totaal zijn er zo veertien soorten benoemd binnen het geslacht. Welke soorten daarvan geldig zijn, is erg omstreden. Geen enkele werd rond 2010 door alle wetenschappers als geldig beschouwd, zelfs niet de toenmalige typesoort Stegosaurus armatus. In 2013 is daarom een nieuwe typesoort aangewezen: Stegosaurus stenops.
Stegosaurus is een van de bekendste dinosauriërs wegens zijn opvallende uiterlijk. Hij had lange rechte achterpoten en korte sterke voorpoten. Door de rechte benen was hij niet in staat te rennen. Anders dan oude afbeeldingen laten zien, hield hij zijn staart hoog in de lucht. Aan het uiteinde van die staart stonden twee paar lange stekels. Daarmee kon hij zich verdedigen tegen roofdieren, waar hij niet voor kon weglopen. Hij werd extra beschermd door kleine beenplaatjes op zijn hals. Op zijn rug stond een rij van negentien grote puntige beenplaten die om en om geplaatst waren tot het einde van de staart. Die functie van deze platen is niet duidelijk. Mogelijk beschermden ze de rug tegen aanvallen, maar het kan ook zijn dat ze door het dier gebruikt werden om af te koelen of om indruk mee te maken op soortgenoten en roofdieren.
Stegosaurus had aan het einde van een slanke nek een kleine langgerekte kop met een snavel en kleine tanden. Daarmee rukte hij stukken plant af die ongekauwd werden ingeslikt om in de enorme buikholte door bacteriën verteerd te worden. Omdat de nek niet zo heel lang was, ging het dier wellicht soms op zijn achterpoten staan om hogere takken of zaden te bereiken. Maar volgens de meeste wetenschappers at hij meestal de lage planten die verspreid in het droge landschap stonden waar hij leefde.

## Ontdekking en naamgeving

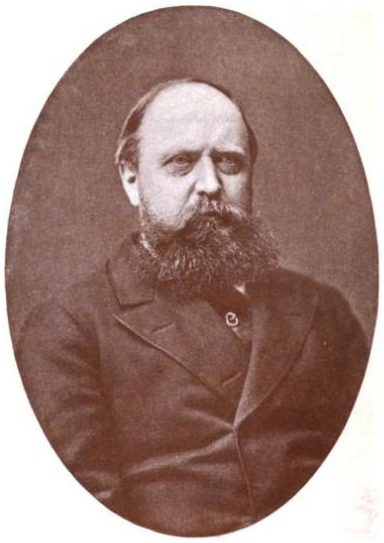
Professor Marsh gaf zes soorten Stegosaurus hun naam

In 1877 beschreef en benoemde Othniel Charles Marsh een fossiel, dat zijn medewerker Arthur Lakes dat jaar gevonden had in Lakes Quarry 5 (een groeve op de Dinosaur Ridge) ten noorden van Morrison, als Stegosaurus armatus. De geslachtsnaam is afgeleid van het Klassiek Griekse στέγος (stegos), 'dak', een verwijzing naar de door Marsh als een huidbedekking geïnterpreteerde rugplaten. De soortaanduiding betekent 'bewapend' in het Latijn, een verwijzing naar de staartstekels. Het holotype, het naamgevend fossiel, wordt bewaard in het Yale Peabody Museum en heeft aldaar het inventarisnummer YPM 1850. Het bestaat uit wat wervels, delen van de achterpoten en resten van de platen.

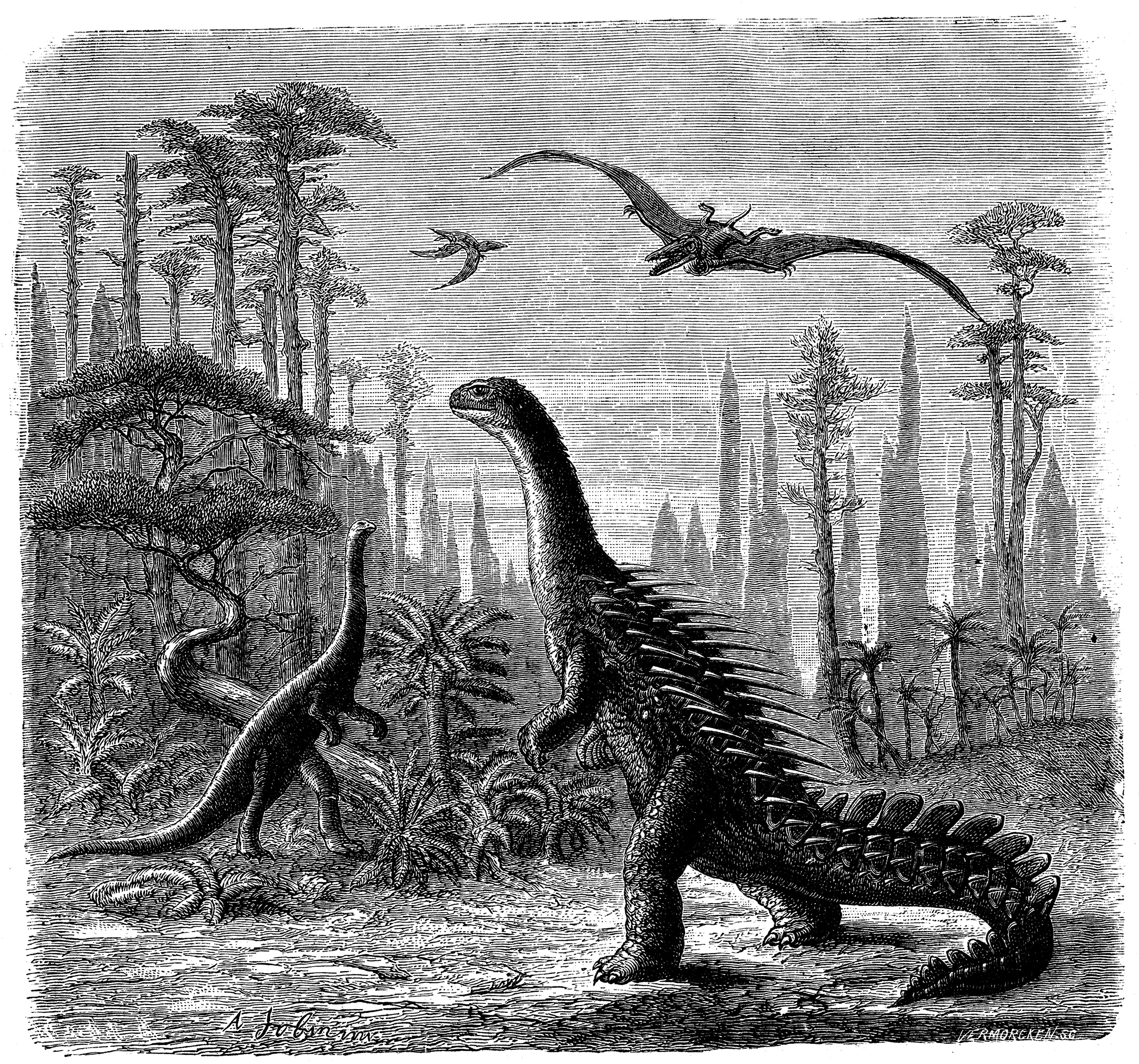
Marsh zag Stegosaurus eerst als een tweevoeter

Tussen 1879 en 1887 verkreeg Marsh een grote hoeveelheid overige beenderen van Stegosaurus, die werden opgedolven in Quarry 13 bij Como Bluff in Wyoming — zoveel zelfs dat tot op de dag van vandaag veel van deze fossielen nog niet geprepareerd zijn. Achtereenvolgens werd die groeve systematisch uitgegraven door zijn medewerkers William Harlow Reed (1879-1883), J.L. Kennedy (1883) en Frederick Brown (1884-1887). Alle vondsten kwamen uit de ruimere Morrisonformatie in lagen uit het late Kimmeridgien en vroege Tithonien, tussen de 153 en 150 miljoen jaar oud. Zoals zijn gewoonte was, benoemde Marsh op basis daarvan nieuwe soorten in het geslacht, ook al waren de verschillen gering. De meeste daarvan worden tegenwoordig als jongere synoniemen van S. armatus gezien. Dat geldt om te beginnen voor S. ungulatus, door Marsh benoemd in 1879 op basis van onder andere specimen YPM 1853; lange tijd is aangenomen dat deze soort zich onderscheidde door het bezit van acht in plaats van vier staartstekels maar dat wordt tegenwoordig betwijfeld. S. affinis, in 1881 benoemd op grond van een slechts een stuk schaambeen, wordt nu zelfs beschouwd als een nomen dubium, dat wil zeggen dat de resten te beperkt zijn om te kunnen bepalen om welke soort het gaat. Ook S. sulcatus (USNM 4937), waarvan een enkele zeer grote stekel gevonden is, en S. duplex (YPM 1858), beschreven in 1887, zijn vermoedelijk slechts exemplaren van S. armatus. Van S. duplex dacht Marsh dat hij geen rugplaten had; het taxon is een jonger objectief synoniem van S. ungulatus omdat YPM 1858 ook gebruikt werd bij de beschrijving van die soort.

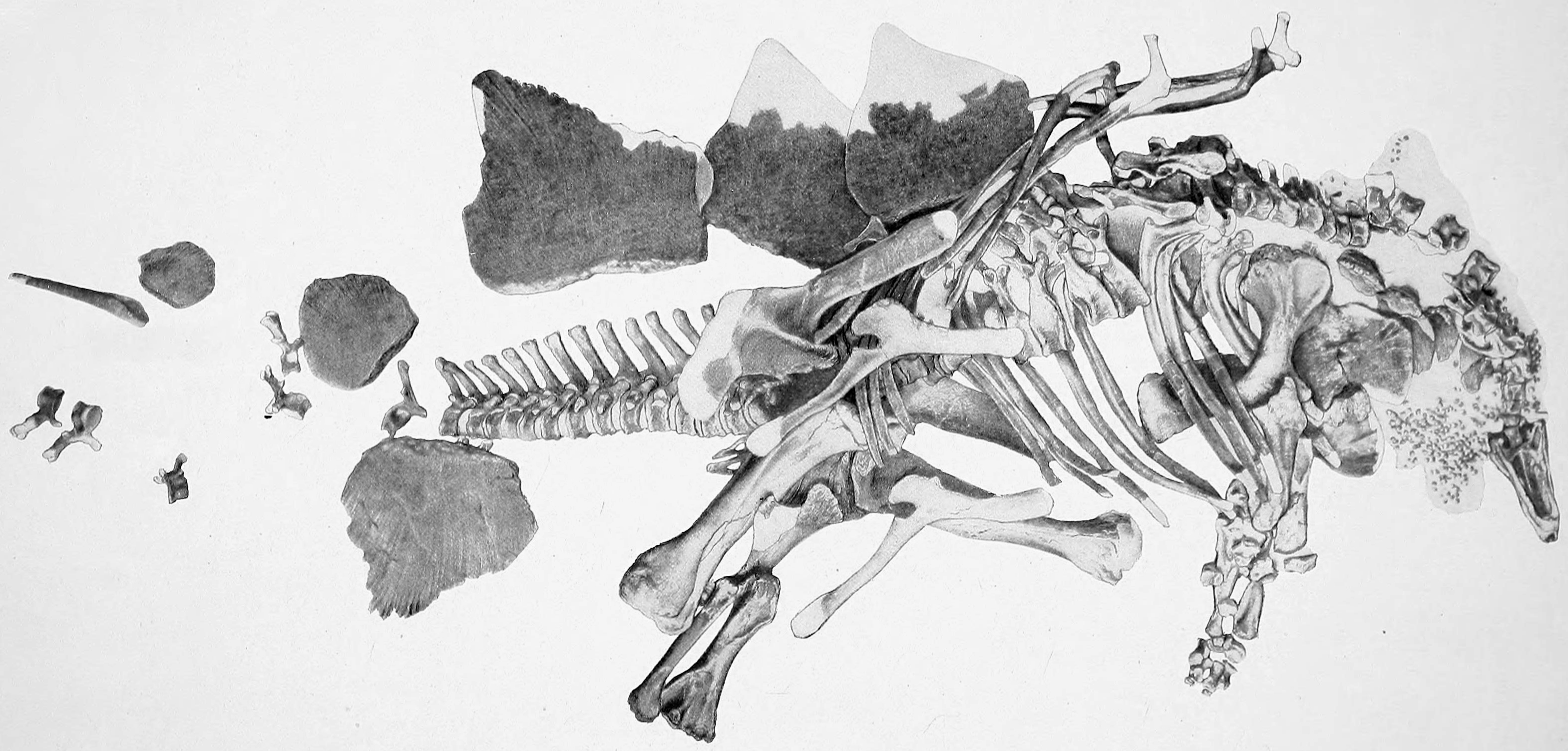
Het holotype van S. stenops, USNM 4934

In hetzelfde jaar benoemde Marsh echter ook een soort die vaak als valide is beschouwd: S. stenops, op grond van een zeer compleet skelet in 1885 door Marshall Parker Felch gevonden in Quarry 1 bij Cañon City in Colorado, USNM 4934. De soortaanduiding betekent 'nauw aangezicht'. S. stenops was korter van bouw dan S. armatus maar had grotere rugplaten.
Marsh' collega Edward Drinker Cope werd in 1879 ook naamgever van een stegosaurussoort, zij het onbedoeld: hij dacht, omdat de losse tanden van een roofsauriër erbij lagen, een theropode Hypsirhophus seeleyanus te benoemen maar het botfragment behoorde vermoedelijk aan Stegosaurus: Stegosaurus seeleyanus is daarmee een jonger synoniem van S. armatus. Marsh wees hier al in 1882 op maar Cope bleef tot zijn dood stug de naam Hypsirophus gebruiken, nu als alternatief voor Stegosaurus. Een als H. discurus beschreven stuk bot werd in 1902 door Oliver Perry Hay herdoopt tot Stegosaurus discurus maar wordt nu als nomen dubium beschouwd.

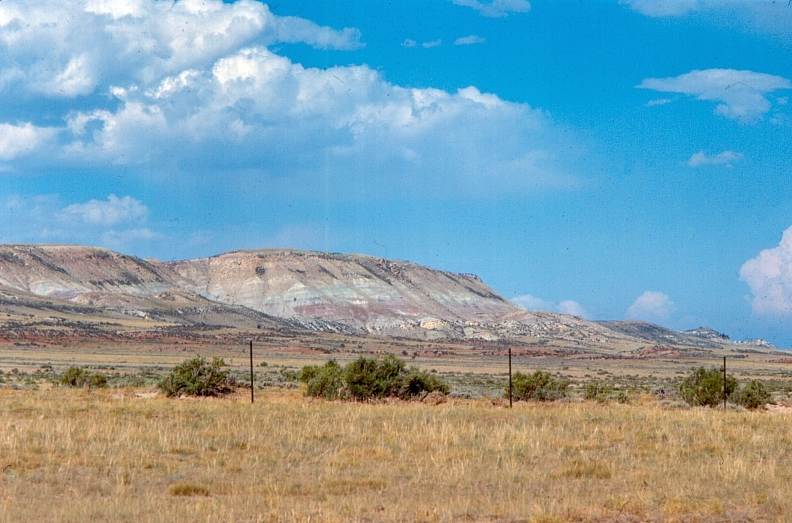
Como Bluff in Wyoming is een belangrijke vindplaats van stegosaurusfossielen

In 1914 schiep Charles Whitney Gilmore nog een soort: Stegosaurus longispinus, op grond van UW D54, een volwassen exemplaar gevonden in Wyoming; de schedel ervan ontbreekt. Zoals de soortaanduiding 'langgestekeld' al aangeeft, had dit bijzonder lange staartstekels. In 1915 hernoemde Edwin Hennig Priconodon Marsh 1888 tot een Stegosaurus crassus, een nomen dubium.
Het stegosauride materiaal uit het late Jura van de Verenigde Staten heeft echter ook een tweede geslacht opgeleverd. In 1881 benoemde Marsh Diracodon met als soort Diracodon laticeps, gebaseerd op wat kaakbeenderen van een jong dier, YPM 1885. Volgens Gilmore was dit identiek aan S. stenops, Robert Thomas Bakker echter zag het in 1986 als een valide apart geslacht. Daarbij wees hij er materiaal aan toe uit oudere lagen; meestal wordt tegenwoordig aangenomen dat de naam een nomen dubium is. George Olshevsky volgde echter Gilmore en behield de geslachtsnaam zodat S. stenops bij hem een Diracodon stenops werd. Hennig had het overigens al in 1915 hernoemd tot een Stegosaurus laticeps. Een andere Amerikaanse stegosauriër die al eerder een eigen geslachtsnaam kreeg was Stegosaurus marshi in 1901 benoemd door Frederic Augustus Lucas (USNM 4752), die hij in 1902 omdoopte in Hoplitosaurus.

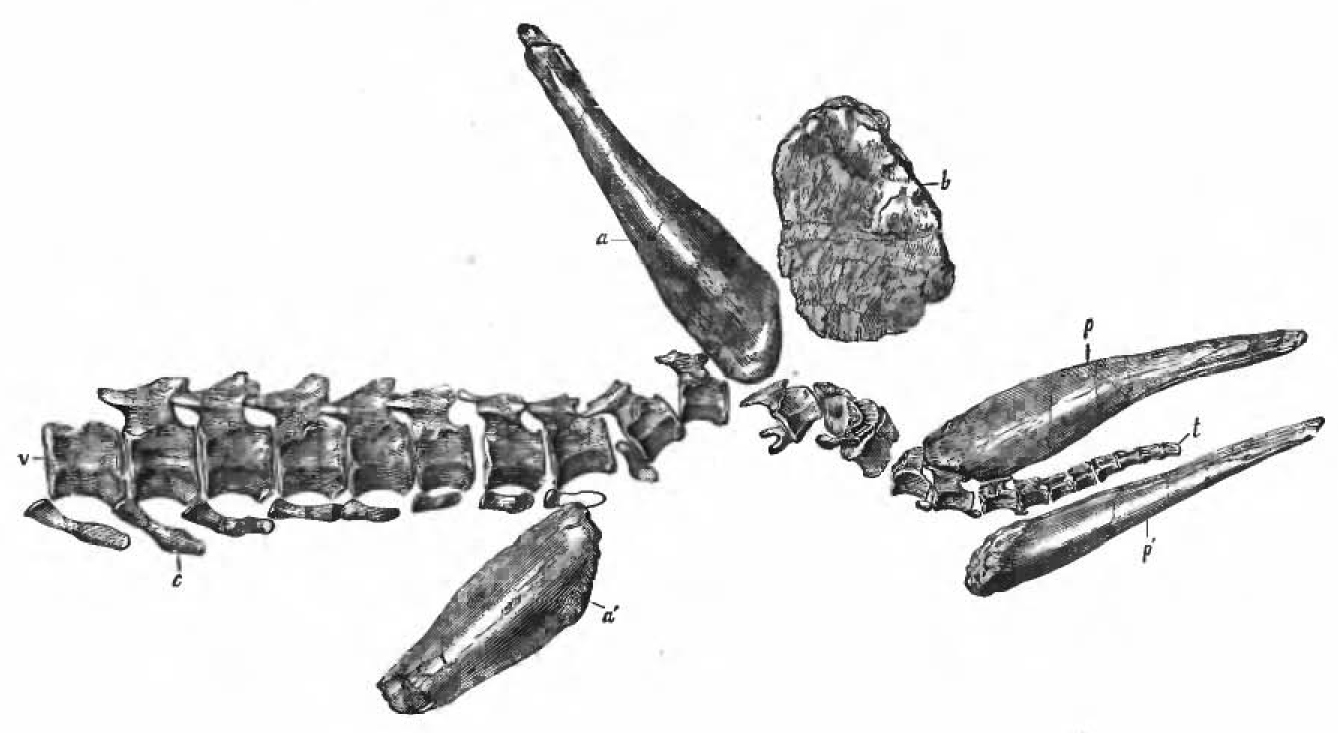
Resten van Diracodon

Behalve het Amerikaanse materiaal, bestaande uit een honderdtal specimina die ongeveer gelijkelijk over S. armatus en S. stenops verdeeld werden, zijn er ook vondsten buiten Noord-Amerika aan Stegosaurus toegewezen. Dat behelst op de eerste plaats de hernoeming door John Whitaker Hulke van de Britse Omosaurus durobrivensis Hulke 1887 in een Stegosaurus durobrivensis. Daarna volgde de verwarrende Stegosaurus armatus Lydekker 1890, een hernoeming door Richard Lydekker van Omosaurus armatus Owen 1875. Lydekker had over het hoofd gezien dat hij zo een soortnaam creëerde die identiek was aan Stegosaurus armatus  Marsh 1877. De Europese Stegosaurus priscus werd door Franz Nopcsa benoemd in 1911 en is tegenwoordig de typesoort van Loricatosaurus. In 1926 schiep Jean Piveteau een Stegosaurus madagascariensis op basis van tanden gevonden in Madagaskar; daarvan wordt nu aangenomen dat ze niets met Stegosaurus van doen hebben. In 2007 werden fragmentarische resten gevonden in Portugal, specimen LHNB(CN)1, aan S. ungulatus toegeschreven, omdat ze met het skelet daarvan het meeste overeenkwamen, niet omdat betwijfeld werd dat het een synoniem van S. armatus zou zijn. De vondst werd gezien als een teken dat Noord-Amerika in die tijd nog via een landbrug met Iberia zou zijn verbonden.
Een nieuwe analyse van de Britse paleontoloog David Norman uit 2008 concludeerde dat alleen S. armatus nog een geldige soort is, S. stenops een jonger synoniem daarvan en S. longispinus een nomen dubium. Het geslacht Stegosaurus zou zo monospecifiek zijn geworden: met maar één soort, ware het niet dat dezelfde revisie een vierde Amerikaanse geslacht, de in 2001 benoemde Hesperosaurus tot Stegosaurus mjosi maakte en de Aziatische Wuerhosaurus tot Stegosaurus homheni. Hierin is hij echter weer niet door iedereen gevolgd. In 2010 stelde Peter Malcolm Galton dat juist S. armatus een nomen dubium is; omdat volgens hem kleine variaties in het pantser op verschillende soorten wijzen, zouden daarentegen S. stenops, S. longispinus, S. ungulatus en S. sulcatus wel geldige soorten zijn. S. ungulatus zou, vergeleken met S. stenops, een extra hoofdplaat op de rug en drie gepaarde platen vlak voor de staartstekels bezitten. Er bestaat aldus geen consensus over de vraag welke geslachten of soorten valide zijn. Galton heeft in 2011 een formeel verzoek ingediend bij de ICZN om S. stenops officieel tot nieuwe typesoort te verklaren in plaats van S. armatus, hetgeen in 2013 is ingewilligd met USNM 4934 als neotype. In 2014 kreeg S. longispinus het eigen geslacht Natronasaurus dat na ongeldig gemaakt te zijn in 2016 vervangen werd door Alcovasaurus.
In 2024 werd een in 2020 in Moffat County gevonden exemplaar, "Apex", aan een particuliere verzamelaar, de miljardair Kenneth Cordele Griffin, verkocht voor 44,6 miljoen dollar, het tot dan toe duurste fossiel ooit.

### Soortenlijst
Het resultaat van dit ingewikkeld proces van naamgeving kan in deze lijst worden samengevat:
- Stegosaurus armatus Marsh 1877: oorspronkelijke typesoort van het geslacht Stegosaurus
- Stegosaurus ungulatus Marsh 1879: jonger synoniem van S. armatus
- Stegosaurus stenops Marsh 1881: misschien jonger synoniem van S. armatus, misschien valide soort, = Diracodon stenops, nieuwe typesoort sinds 2013
- Stegosaurus affinis Marsh 1881: nomen dubium
- Stegosaurus sulcatus Marsh 1887: jonger synoniem van S. armatus
- Stegosaurus duplex Marsh 1887: jonger synoniem van S. armatus
- Stegosaurus durobrivensis (Hulke 1887) Hulke 1887: = Omosaurus durobrivensis Hulke 1887, = Dacentrurus durobrivensis (Hulke 1887) Hennig 1915, = Lexovisaurus Hoffstetter 1957
- Stegosaurus armatus (Owen 1875) Lydekker 1890, non Marsh 1877; = Omosaurus armatus Owen 1875; = Dacentrurus armatus (Owen 1875) Lucas 1902
- Stegosaurus marshi Lucas 1901: = Hoplitosaurus marshi (Lucas 1901) Lucas 1902, = Polacanthus marshi (Lucas 1901) Pereda-Suberbiola, 1991
- Stegosaurus seeleyanus (Cope 1878) Hay 1902: jonger synoniem van S. armatus; = Hypsirophus seeleyanus Cope 1878
- Stegosaurus discurus (Cope 1878) Hay 1902: nomen dubium, = Hypsirophus discurus Cope 1878
- Stegosaurus priscus Nopcsa 1911: = Loricatosaurus
- Stegosaurus longispinus Gilmore 1914: misschien jonger synoniem van S. armatus, misschien valide soort, = Stegosaurus altispinus Gilmore 1914 lapsus calami; = ?Kentrosaurus longispinus (Gilmore 1914) Olshevsky & Ford 1993, = Natronasaurus longispinus (Gilmore 1914) Ulansky 2014, = Alcovasaurus longispinus (Gilmore 1914) Galton & Carpenter 2016
- Stegosaurus laticeps (Marsh 1881) Hennig 1915: nomen dubium, = Diracodon laticeps Marsh 1881
- Stegosaurus crassus (Marsh 1888) Hennig 1915: nomen dubium, = Priconodon crassus Marsh 1888
- Stegosaurus madagascariensis Piveteau 1926: nomen dubium
- Stegosaurus homheni (Dong 1973) Maidment, Norman, Barrett & Upchurch 2008: misschien valide soort, = Wuerhosaurus Dong 1973
- Stegosaurus mjosi (Carpenter, Miles & Cloward 2001) Maidment, Norman, Barrett & Upchurch 2008: misschien valide soort, = Hesperosaurus Carpenter, Miles & Cloward 2001

## Beschrijving

### Algemene bouw

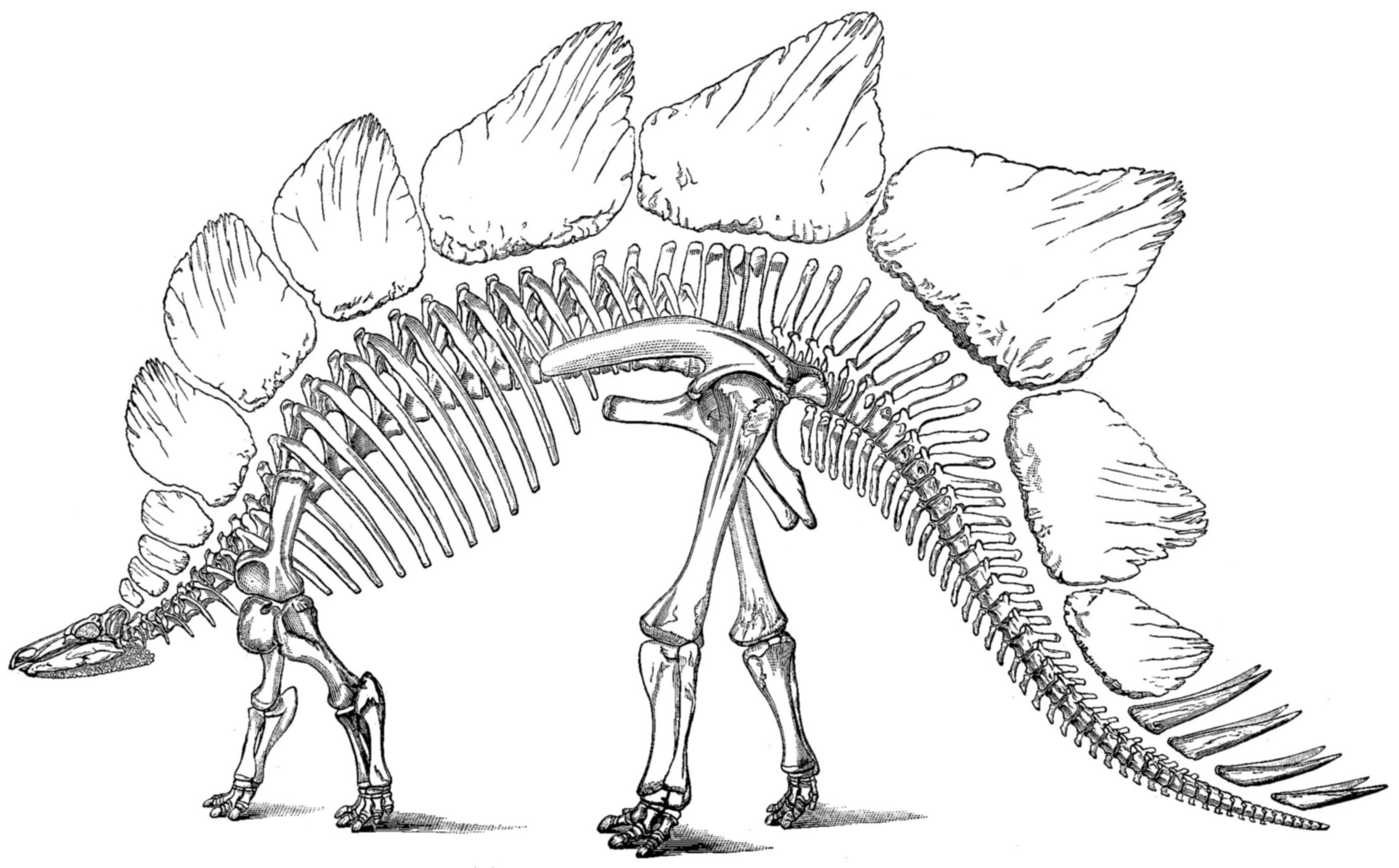
Marsh' reconstructie van S. ungulatus uit 1896

Het skelet van Stegosaurus is door de vele vondsten goed bekend; zowel van S. armatus als van S. stenops zijn enkele vrij complete skeletten aangetroffen. Een probleem is wel dat er geen moderne gedetailleerde beschrijvingen zijn. Bekend is het geslacht ook bij het grote publiek, een gevolg van de opvallende lichaamsbouw met de rugplaten en stekels. Stegosaurus wordt in vele populair-wetenschappelijke boeken over dinosauriërs afgebeeld. Tot voor kort kreeg de lezer daarin toch een heel verkeerd beeld van het dier. In 1896 publiceerde Marsh de eerste skeletreconstructie, waarbij hij zich voornamelijk baseerde op S. ungulatus. Daarvan werden gegevens van drie exemplaren (YPM 1853, 1854 en 1858) samengevoegd en aangevuld met de schedel en platen van USNM 4934, dus van S. stenops. De afbeelding was tamelijk waarheidsgetrouw maar weerspiegelde de toen heersende foute opvatting dat de staarten van dinosauriërs op de grond hingen; ook werd het hierdoor gebruikelijk acht stekels af te beelden. Erger was dat de meeste latere illustratoren de afbeelding niet goed begrepen. Ze gaven Stegosaurus een symmetrisch uiterlijk waarbij ook de voorkant glooiend naar beneden hing. Het dier kreeg zo een veel te langgerekte romp, een korte nek die bijna de grond raakte en wijd uiteen staande voorpoten.

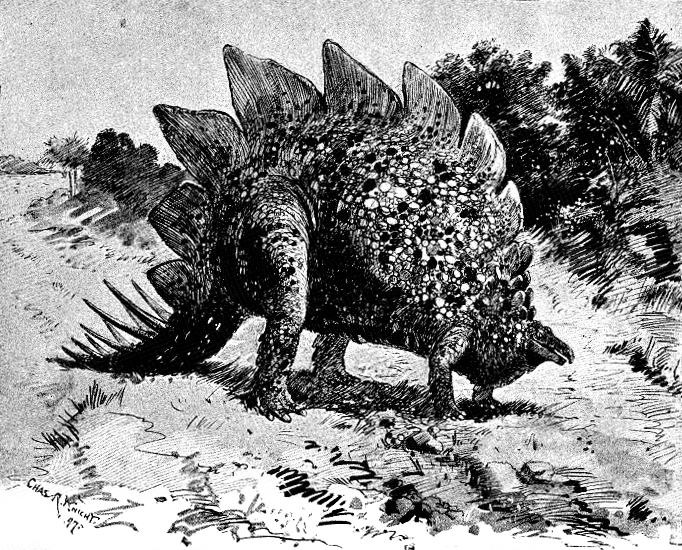
De natuuronderzoeker Edward Ray Lankaster interpreteerde het skelet zo

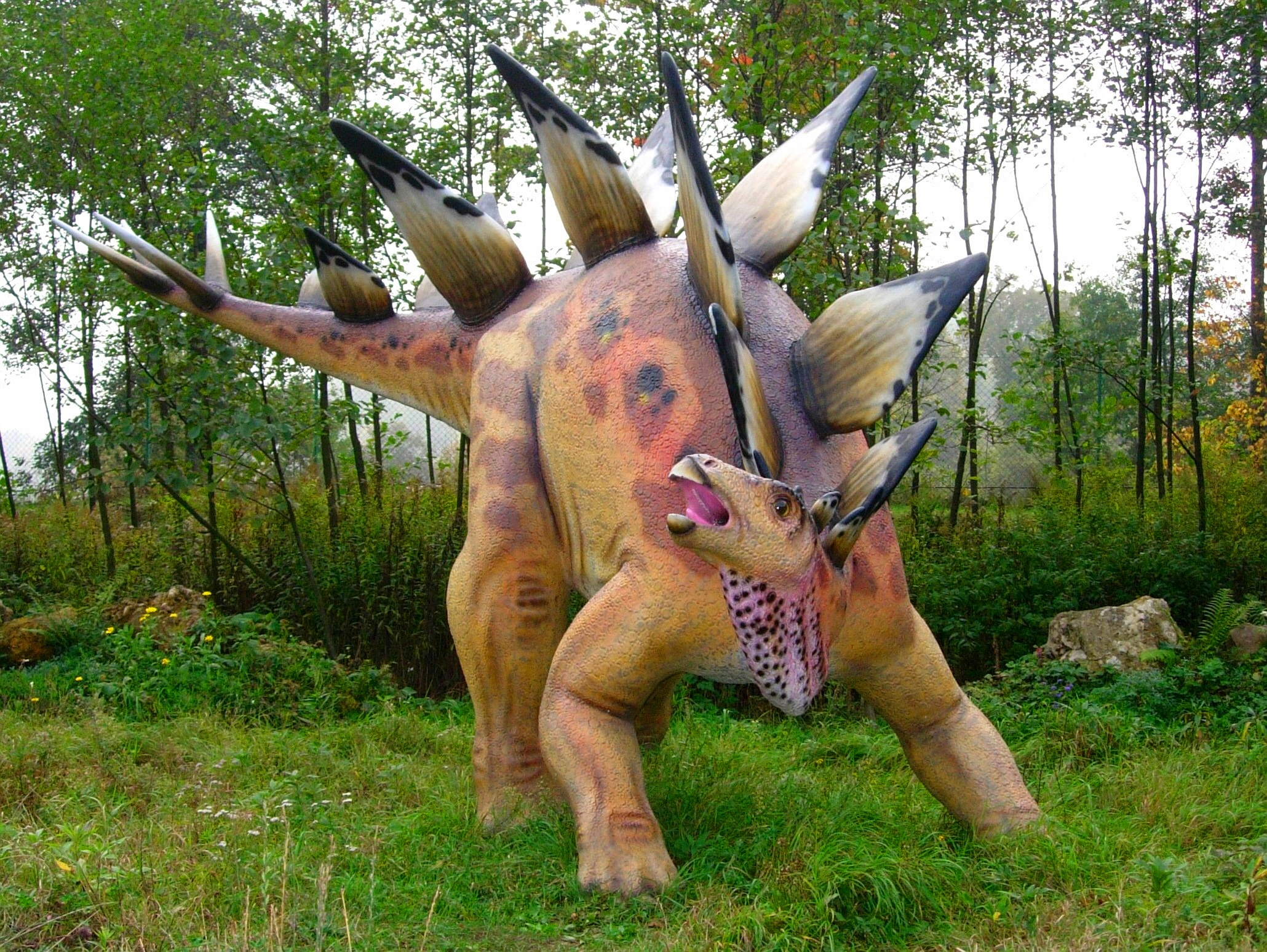
Een modernere weergave

In feite, zoals Marsh al in eerste instantie correct aangaf, is de romp vrij gedrongen, waarbij de voorkant sterk kromt wat de ribben schuin naar achter dwingt. De borstkas wordt zo wigvormig in doorsnede en de schoudergordel ligt zijdelings op de ribbenkast. De voorpoten kunnen zo tamelijk recht onder het lichaam gehouden worden en dat redelijk hoog optillen. Ook de kop bevindt zich hoog want de nek kromt omhoog en is tamelijk lang. Schattingen over de afstand tot de grond in een normale positie variëren van één tot anderhalve meter. Achteraan steekt de rechte staart iets schuin omhoog en wordt ver van de grond gehouden. Terwijl de voorpoten noodzakelijk altijd wat gebogen gehouden werden, zijn de achterpoten gebouwd om recht het gewicht te dragen; dit is een afwijking van de verre voorouders van Stegosaurus die met gebogen knieën liepen. Stegosaurus was hierdoor niet meer in staat te rennen en gedwongen op vier poten te lopen. Mogelijk kon Stegosaurus zich wel op de achterpoten verheffen om hoger gelegen vegetatie te bereiken; discussie hierover is nog steeds gaande.

### Afmetingen

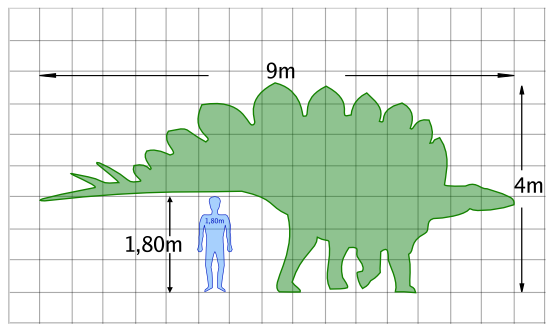
De verhouding tot een mens

Stegosaurus was, als we de staart recht naar achteren laten steken, negen tot tien meter lang en tweeënhalf à drie meter hoog op de heup. De rugplaten brachten die hoogte op ruim vier meter. Het gewicht was ongeveer twee ton. Het dier had daarmee het formaat van een kleine olifant; het is het grootste bekende lid van de Stegosauria. Sommige fragmenten (YPM 1853) suggereren zelfs een lengte van ruim dertien meter en een gewicht van vier ton voor de grootste exemplaren.
In 2014 kocht het Natural History Museum te Londen van het Sauriermuseum Aathal in Zwitserland het exemplaar Sarah aan dat ze herdoopten tot Sophie en het inventarisnummer NHMUK R36730 gaven — eerder was het SMA RCR0603 geweest. Het skelet is het meest complete dat ooit van Stegosaurus is gevonden, in 2003 door Bob Simon bij de Red Canyon Ranch Quarry, en men begon meteen een reeks onderzoeken uit te voeren. In 2015 werden de resultaten gepubliceerd van een studie naar het gewicht. Via een benadering van het vermoedelijke volume door middel van een computermodel kwam met uit op een schatting van 1580 kilogram. Men wees erop dat als men de populaire, want eenvoudiger, methode toepaste van het uitgaan van de omtrek van het opperarmbeen en het dijbeen, schattingen bereikt werden tot wel 3751 kilogram die echter onzinnig dikke lagen aan weke delen zouden veronderstellen. Geopperd werd dat de systematische fout bij deze methode lag in het niet onderkennen dat dieren als Stegosaurus bij het ouder worden dikkere botten ontwikkelden zonder dat het overige weefsel evenredig toenam.

### Onderscheidende kenmerken
In 2008 gaf Susannah Catherine Rose Maidment een lijst onderscheidende kenmerken van Stegosaurus armatus. Dit zijn autapomorfieën, ten opzichte van de directe verwanten unieke en nieuw geëvolueerde eigenschappen. Het dentarium van de onderkaak heeft een diasteem, een tandeloos hiaat, tussen het predentarium (de beenkern van de ondersnavel) en de tandenrij. De halswervels hebben achterste gewrichtsuitsteeksels die schuin omhoog gericht zijn. De voorste en middelste staartwervels hebben doornuitsteeksels waarvan de toppen gevorkt zijn. Het achterste uiteinde van de schacht van het schaambeen is niet verbreed. Er bevinden zich kleine beenplaatjes in de huid van de hals.
In 2015 publiceerde Maidment een moderne beschrijving van de postcrania op basis van NHMUK PV R36730. In verband daarmee gaf ze een diagnose van Stegosaurus op zich — waarbij er van uitgegaan werd dat Hesperosaurus als een S. mjosi tot dat geslacht behoorde — en van de nieuwe typesoort Stegosaurus stenops in het bijzonder. De onderscheidende kenmerken van Stegosaurus waren dan: de achterste bovenhoek van de schedel overhangt het achterste punt van de onderkaak; de achterste halswervels hebben naar achteren gerichte achterste gewrichtsuitsteeksels die de achterrand van het wervellichaam overhangen; van de derde wervel af zijn de zijuitsteeksels van de voorste staartwervels meer naar beneden dan zijwaarts gericht; de voorrand van het schouderblad heeft voor onderaan een groot rechthoekig uitsteeksel, de processus acromialis; het voorblad van het darmbeen heeft, boven het heupgewricht, een haaks sterk uitstekende rand; het achterblad van het darmbeen heeft een uitsteeksel op de binnenkant.
Daarnaast gaf ze vier onderscheidende kenmerken van S. stenops: het diasteem van de onderkaak, de schuin omhoog stekende achterste gewrichtsuitsteeksels van de halswervels, de gevorkte toppen van de doornuitsteeksels van de voorste staartwervels en de huidplaatjes in de hals. Die kenmerken waren dus overgenomen van S. armatus waarvan het materiaal, nu het als een nomen dubium werd beschouwd, grotendeels naar S. stenops was overgeheveld.

### Skelet

#### Schedel

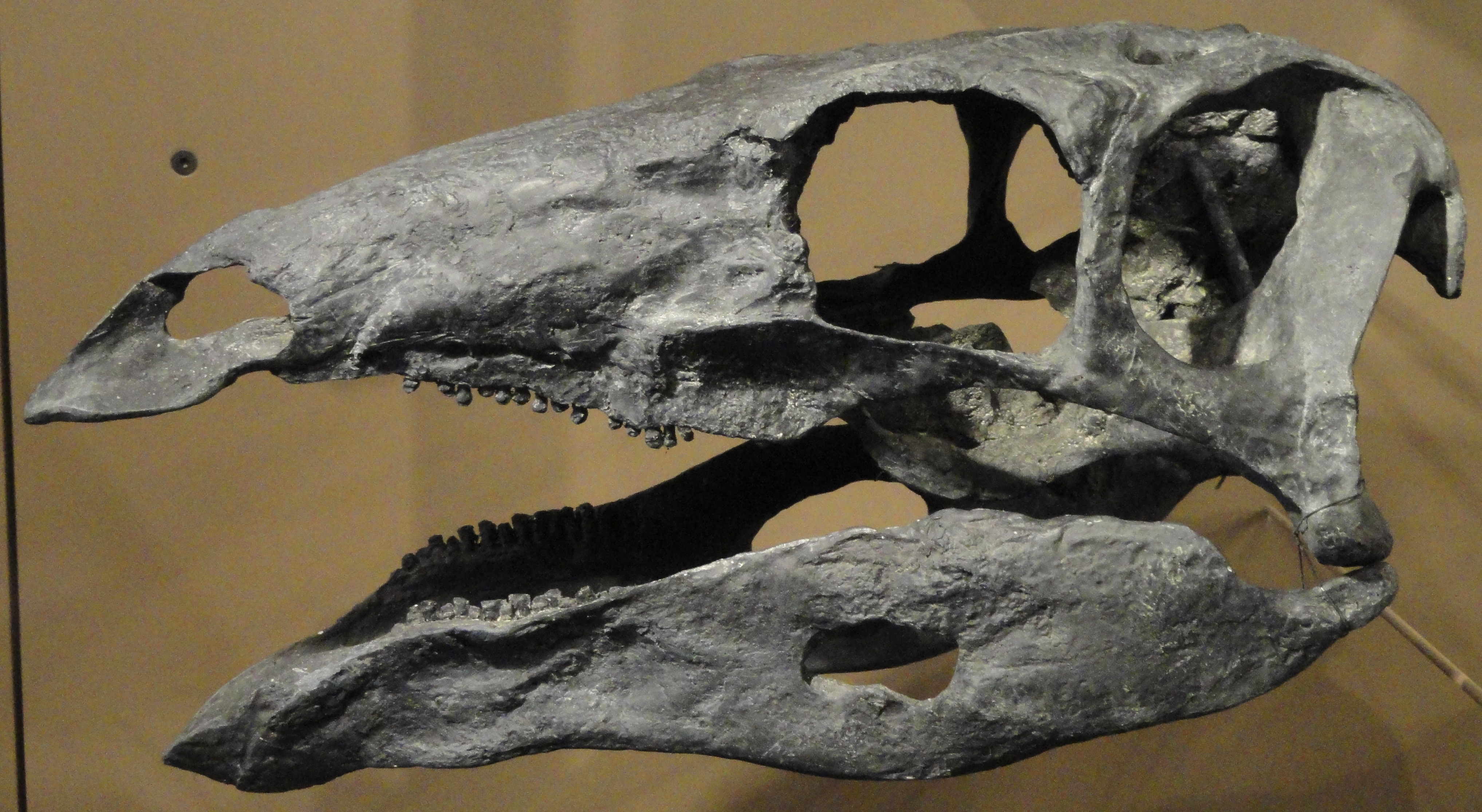
Een afgietsel van de schedel

De schedel is relatief klein, ongeveer een halve meter lang, en langwerpig. De kop is plat en smal en loopt naar voren spits toe; de voorkant van de snuit is echter recht afgesneden. De oogkas staat laag en is vrij plat. De fenestra antorbitalis, de gebruikelijke schedelopening bij de Archosauriformes, is bij Stegosaurus bijna geheel gesloten; de schedel vormt een stevig geheel met sterke vergroeiing van vele schedelbeenderen. Het achterhoofd is iets breder dan hoog. De onderkaken zijn hoog en stevig gebouwd.

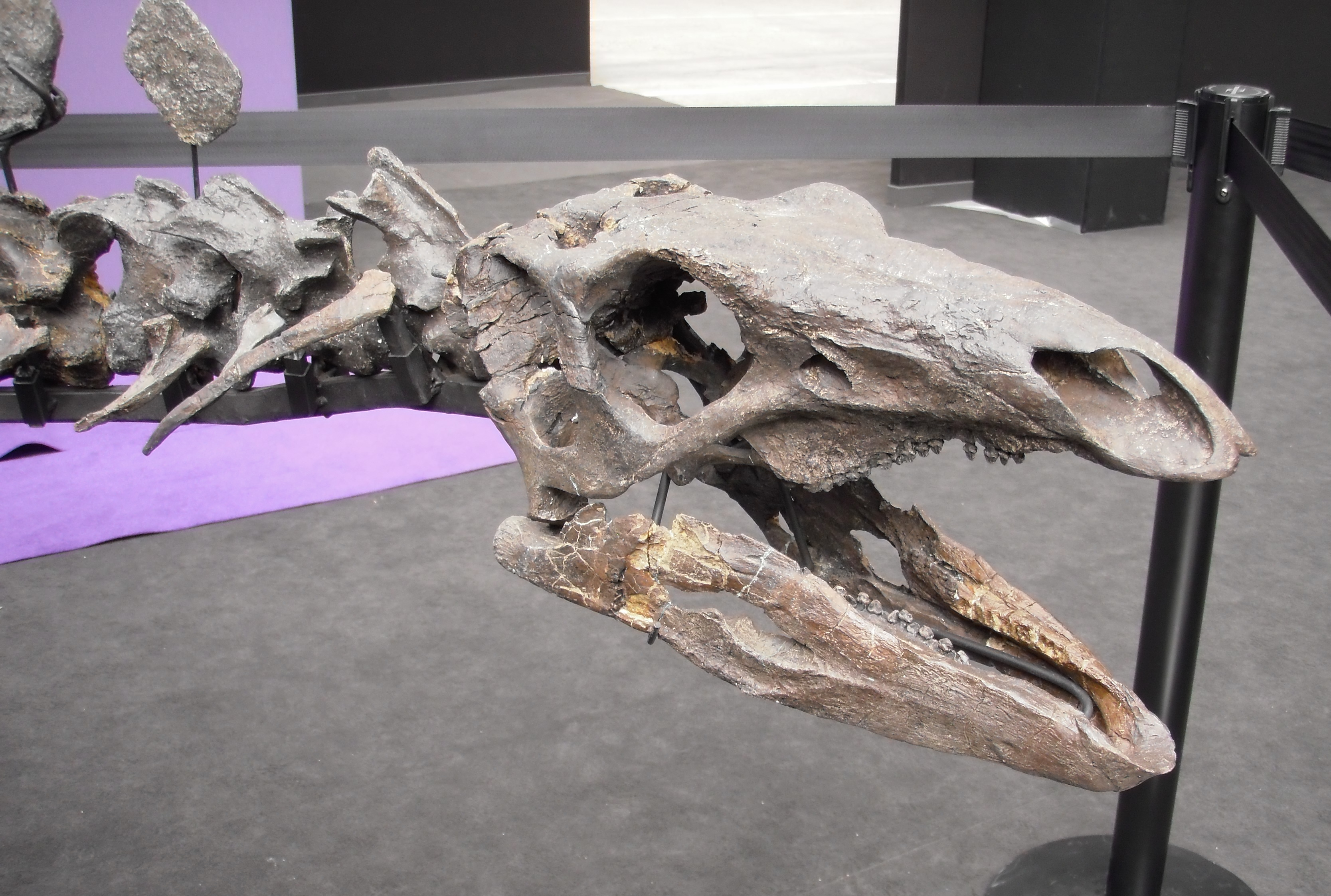
De schedel

De praemaxilla, het voorste snuitbot, draagt geen tanden; samen met de tandeloze punt van de onderkaken droeg hij een hoornsnavel die steeds aangroeide en scherp gehouden werd door en voor het afbijten van plantenmateriaal. De tanden waren bladvormig, tamelijk klein en laag met vele ribbels. Aan de basis hebben ze een dikke rand. Er staan ongeveer 25 tanden nauw aaneengesloten in de maxilla of bovenkaaksbeen en 20 à 23 in de onderkaak voor een totaal van 96. De tanden hebben een sterk verdikte basis en kleine vertandingen op de snijranden; bij Stegosaurus lopen die naar beneden in uit in opvallend diepe verticale groeven. De tandkronen zijn vaak wat afgesleten maar het kaakgewricht was zo gebouwd dat niet echt gekauwd kon worden. Ook is er geen speciaal uitsteeksel aanwezig op de onderkaak die de spier welke de meeste bijtkracht levert, de bovenaan aan het onderste slaapvenster verbonden capiti-mandibularis, als hefboom zou kunnen dienen. Stegosaurus kon dus niet bijzonder zware takken doorbijten. Het voedsel werd door de tanden mede afgerukt en iets verkleind waarna het werd ingeslikt. Wangen beletten vermoedelijk dat het weer uit de bek viel. Dat blijkt uit een dikke richel op het bovenkaaksbeen, net boven de tandenrij. In de maag werd het wellicht verder vermalen door maagstenen.
De praemaxilla vormt de onderrand van een groot neusgat in de vorm van een liggende ovaal. De praemaxilla heeft een korte opgaande tak en een lange dunne achterste tak die een wig vormt tussen het neusbeen en het bovenkaaksbeen. Waar de praemaxillae van beide zijden elkaar vooraan raken, is er een kleine inkeping maar precies op de middenlijn steekt de beennaad weer bol vooruit. Door de inkeping ontstaan als het ware twee naast elkaar gelegen snaveltjes die iets uiteen staan. In bovenaanzicht wordt deze indruk nog versterkt doordat de praemaxilla bovenop wat uitgehold zijn, een diep beenplateau onder het neusgat scheppend. Wellicht konden zo bladeren of naalden van takken geritst worden. Het bovenkaaksbeen is boven de zijverdikking juist vrij dun. Vroeger werd gedacht dat de schedelopening, de fenestra antorbitalis, geheel ontbrak. Later onderzoek wees uit dat er nog een restant van over is. De ruimte is gevuld door een naar voren en beneden uitstekende hoek van het traanbeen en aan de onderrand van dat uitsteeksel is nog een verdieping zichtbaar uitlopend in een dunne spleet. Doordat de snuit zo lang is, is het neusbeen dat ook. De neusbeenderen worden achteraan spits ingekeept door de vrij korte voorhoofdsbeenderen. Boven de oogkas bevinden zich drie supraorbitalia: twee vormen de bovenrand en een derde is meer op het schedeldak gelegen. Een lang ovaal prefrontale vult de ruimte tussen dit element, voorhoofdsbeen, neusbeen en traanbeen op.
In de achterste bovenkant van de schedel bevinden zich grote slaapvensters met de vorm van een afgeronde driehoek. Die worden van elkaar gescheiden door de wandbeenderen; de achterste hoeken worden gevormd door schuin naar achteren uitstekende squamosa en de buitenranden door de postorbitalia die ieder twee bovenste takken hebben. Het postorbitale heeft ook een lange onderste tak die de oogkas en het onderste slaapvenster scheidt en naar het jukbeen doorloopt. Het jukbeen is onder de oogkas erg dun, lager dan overdwars dik, maar de achterste tak ervan is opvallend dieper met een naar beneden gericht uitsteeksel aan de onderrand. De achterste tak is vergroeid met het achterliggende kleine quadratojugale en dat is weer vergroeid met het quadratum of vierkantsbeen dat de achterrand vormt van het onderste slaapvenster en onderaan de bovenkant van het kaakgewricht. Bovenaan heeft de enkelvoudige kop een breed raakvlak met het squamosum en gaat het quadratum naar binnen toe over in het achterhoofd. Naar voren toe is er een vleugel naar het pterygoïde; deze beenplaat heeft een ovale opening.

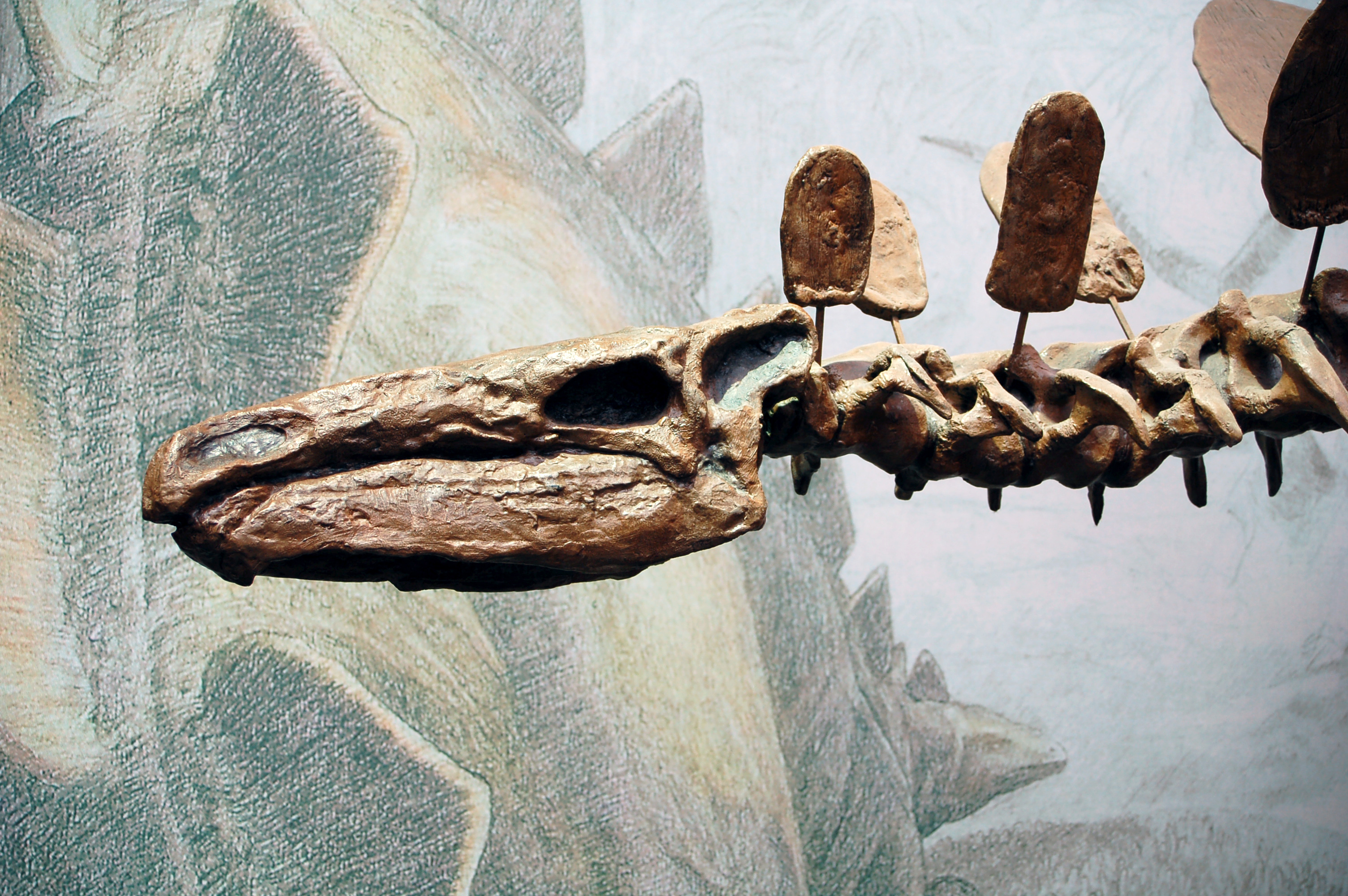
Detail van de nek en kop

De wandbeenderen buigen naar achteren en onderen om het bovenste achterhoofd te vormen dat een hoek van zo'n vijfenvijftig graden maakt met het schedeldak. Het bot in deze zone is geheel versmolten zodat een naadloze overgang ontstaat naar het centrale supraoccipitale en de vrij korte, licht afhangende zijuitsteeksels, de processus paroccipitales. Er is een driehoekig achterhoofdsgat, met de punt naar beneden gericht: deze punt holt de achterhoofdsknobbel die contact maakt met de nek, de condylus occipitalis, van boven diep uit zodat een halvemaanvormige structuur ontstaat. Hieronder vormt een kort basioccipitale de overgang naar de langere onderkant van de hersenpan, het basisfenoïde. Van Stegosaurus is de brede basis van een stapes bekend dat op de fenestra ovalis van de zone van het middenoor rustte en dat vermoedelijk verder de vorm had van een dunne staaf die de trillingen van het trommelvlies overbracht. Het verhemelte is bij Stegosaurus vooraan een opvallend open structuur. Van een punt onder de oogkas af tot bijna aan de bovensnavel is er grotendeels een lege ruimte met alleen in het midden een paar zeer dunne en langgerekte ploegschaarbeenderen. Het verhemeltebeen is kort en heeft weer een opening tussen de achterrand en het pterygoïde, het complexe bot dat met vijf takken alle onderdelen van de achterste schedel van onderen uit verbindt.

#### Onderkaken
De beide onderkaken, links en rechts, vormen een langgerekte structuur, de mandibula. Vooraan draagt die een gezamenlijk predentarium, de beenkern van een tandeloze hoornen ondersnavel. De punt van de mandibula is in bovenaanzicht U-vormig en tamelijk breed: de ondersnavel zal bij sluiting dus niet diep in de bovensnavel gestoken hebben. Aan de voorste onderkant bevindt zich een kleine, hoekig uitstekende, 'kin', wellicht de voorste bevestiging van een keelzak. Het tanddragend bot, het dentarium heeft net als het bovenkaaksbeen een verdikking, nu als onderste bevestiging van een vlezige wang. Opvallend bij Stegosaurus is dat deze richel naar boven uitsteekt en zo een ware beenplaat vormt die de tanden zijdelings bezien aan het zicht onttrekt. Een overdwars horizontaal beenplateau scheidt de bovenrand van de kaak van deze richel. Het aantal tanden in de onderkaak varieert van twintig tot drieëntwintig. Achteraan is het dentarium aan de buitenste bovenkant vergroeid met een surangulare, aan de onderkant met een angulare. De drie botten omvatten hier een vrij groot zijvenster dat bij het ouder worden echter geleidelijk gesloten raakt.

#### Postcrania

##### Wervelkolom

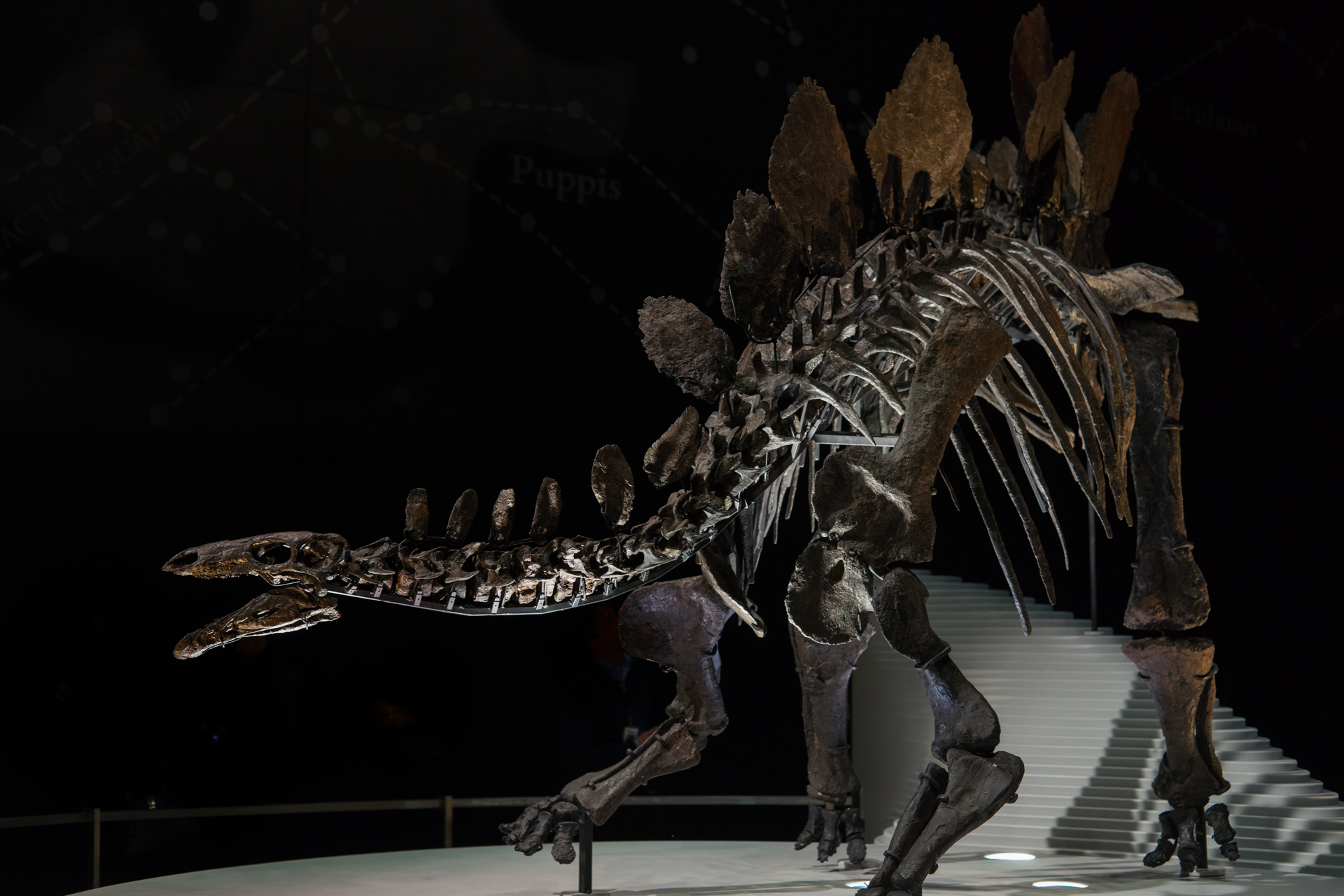
"Sarah" of "Sophie", het meest complete bekende skelet

De wervelkolom heeft volgens Galton tien halswervels, zestien ruggenwervels, vijf sacrale wervels en ongeveer vijfenveertig staartwervels. Sommige onderzoekers delen de wervels anders in en tellen dan dertien halswervels en evenveel wervels in de rug. Maidment telde in 2015 de voorste dorsosacrale wervel van het heiligbeen bij de rug en kwam zo uit op veertien ruggenwervels. Toch houdt ook zij het op vijf sacrale wervels doordat ze een vergroeide caudosacrale wervel bij het heiligbeen rekent. Bij NHMUK PV R36730 zijn er precies vijfenveertig staartwervels maar Maidment dacht dat het totaal zo hoog kon liggen als negenenveertig.
De halswervels zijn stevig en kort, de nek als geheel is matig lang en vrij horizontaal gericht. Het tandvormig uitsteeksel dat de eerste halswervel, de atlas, met de tweede, de draaier verbindt, is met het centrum van die laatste vergroeid. De nekribben hebben een voorste uitsteeksel van de onderste ribkop, het capitulum. Naar achteren worden de nekribben langer, vooral in de bovenste ribkop, het tuberculum. De derde tot en met tiende halswervels hebben ongeveer dezelfde bouw met zeer korte doornuitsteeksels en voorste gewrichtsuitsteeksels die wijd uiteen achterwaarts geplaatst zijn en evenwijdig aan de lichaamsas lopen terwijl de achterste gewrichtsuitsteeksels erg lang zijn; daarna begint de overgang naar de rug met langere doornuitsteeksels en kortere en hoger geplaatste achterste gewrichtsuitsteeksels.
De wervels van de rug zijn stevig gebouwd met zeer hoge wervelbogen. De wervelbogen nemen van de eerste tot en met achterste ruggenwervel sterk in lengte toe; van de tiende wervel af worden ze juist korter. De zijuitsteeksels staan schuin omhoog en zijn op de rug bijna even hoog als de daar vrij lage doornuitsteeksels. Misschien diende deze constructie ter ondersteuning van de rugplaten. De steilte van de hoek neemt weer toe tussen de eerste en tiende wervel en wordt daarna snel minder. De voorste rug is sterk naar beneden gekromd. Daarom moesten de eerste ribben erg kort zijn. Dit maakt het weer lastiger om te bepalen welke wervel tot de nek en welke tot de rug behoort omdat daarvoor soms de riblengte als criterium wordt genomen. In de telling volgens Galton neemt de lengte tot de zevende rib snel toe. Ook de achterste ribben zijn kort en gebogen omdat ze door de kromming van borstkas tegen het bekken gedrongen worden. Eigenaardig is dat bij het holotype de sacrale wervels wel een kiel op de onderzijde hebben maar bij NHMUK PV R36730 niet. Bovenop zijn de doornuitsteeksels van het heiligbeen versmolten tot een supraneurale plaat met een breed ruw bovenvlak. Het heiligbeen is met sacrale ribben verbonden met het darmbeen van de heup. Deze constructie droeg het grootste deel van het gewicht van het dier en is daarom extra verstevigd. De ribben zijn zijdelings met elkaar vergroeid, slechts gescheiden door ovale gaten waaroverheen weer een beenplaat gegroeid is met hoogstens wat kleinere gaatjes erin, zodat een 'sacraal juk' gevormd wordt. De staart is niet verstijfd door verbeende pezen zoals bij de meeste Ornithischia wel het geval is. Volgens Paul Sereno is hun dragende functie overgenomen door pezen die aan de extra hoge werveluitsteeksels verbonden waren. De laatste sacrale wervel is overdwars erg hol van achteren terwijl de eerste staartwervel erg bol is van voren; dit zou de staart een goede horizontale beweeglijkheid hebben verschaft. Naar achteren nemen de staartwervels in hoogte af. Na de vijfendertigste wervel is er geen aparte wervelboog meer.

##### Ledematen

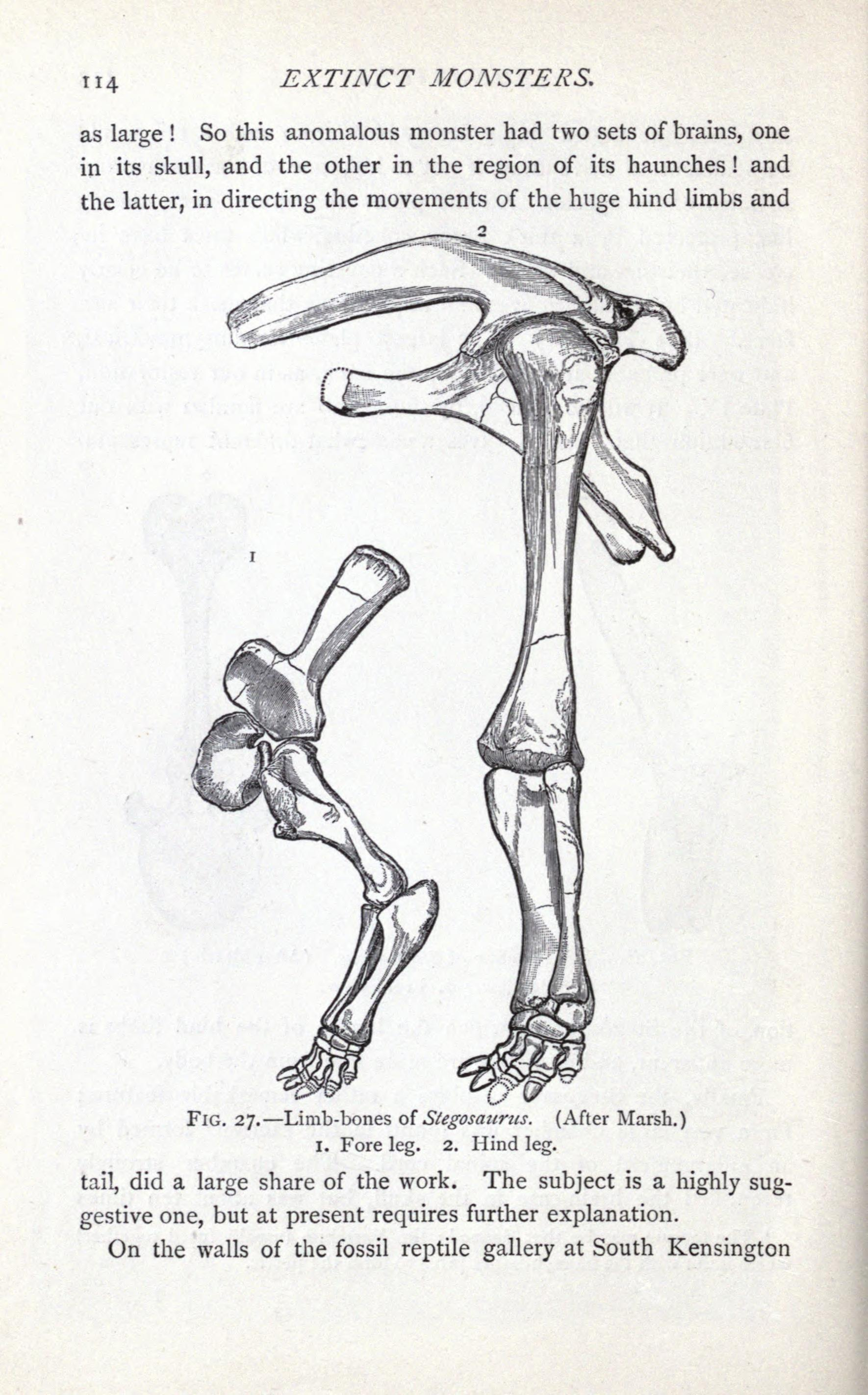
De ledematen

De schoudergordel is stevig gebouwd met een kort naar boven toe nog iets verbredend schouderblad dat onderaan verbonden is met een breed halfcirkelvormig ravenbeksbeen. Door een hoekig naar voren uitstekende processus acromialis aan de voorste onderrand vormt de onderkant van het schouderblad een grote rechthoekige plaat; het eigenlijke blad staat daar haaks op. Sleutelbeenderen zijn onbekend. Bij een enkel groot exemplaar waren volgens Gilmore verbeende kleine driehoekige borstbeenderen gevonden; bij jonge individuen waren die kennelijk in de vorm van kraakbeen aanwezig. In 2023 stelde Galton echter dat het ging om stukken van zitbeenderen van Nodosauridae. Een echt borstbeen zou specimen DINO CL4349 zijn dat de typische boomrangvorm heeft van andere Ornithischia.
De voorpoten waren kort en stevig. Het opperarmbeen is massief gebouwd met bovenaan een enorme afgeronde deltopectorale kam die bij sommige individuen tot over het midden van de schacht reikt; de breedte van deze humerus zelf is vijfenvijftig procent van de lengte. De kam diende ter aanhechting van krachtige spieren: op de buitenzijde ervan ligt een hoge richel waaraan de musculus triceps brachii vastzat. De bovenarm moet zeer zwaar gespierd zijn geweest. De onderarm heeft ongeveer drieënzeventig procent van de lengte van de bovenarm; bij grote individuen is de ellepijp echter bovenaan verlengd door een enorme uitgroei van de processus olecrani zodat deze massieve ulna er langer is dan de humerus, opnieuw een teken van een ontzagwekkende musculatuur. De hand lijkt op die van de olifant, met krachtige polsbeenderen, vijf korte brede middenhandsbeenderen en korte vingers die in een boog op de grond gezet werden. Volgens de traditionele interpretatie werden ze daarbij iets gespreid; volgens recent onderzoek stonden ze loodrecht op de grond. De formule van de vingerkootjes is, van binnen naar buiten, vermoedelijk 2-2-2-2-1. De eerste twee vingers dragen hoefvormige nagels; bij vingers drie en vier zijn die niet bekend en misten de, vermoedelijk wel aanwezige, hoornnagels een echte beenkern.

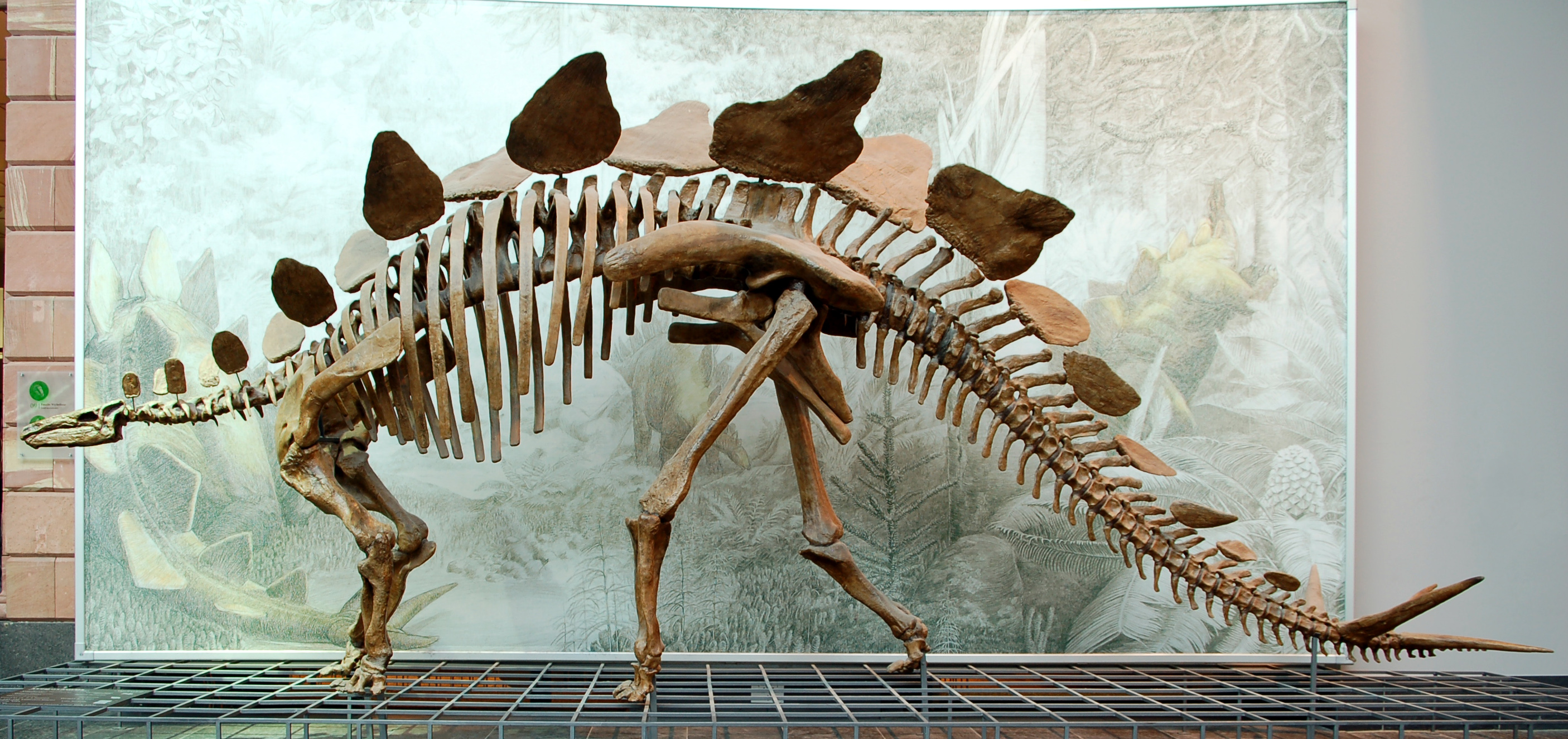
Het skelet als geheel

Het bekken is stevig gebouwd en verbonden met vijf tot een sacrum of heiligbeen samengegroeide sacrale wervels. Bij S. stenops althans draagt de voorste sacrale wervel een losse rib en ligt het doornuitsteeksel niet tegen dat van de achterliggende sacrale wervel. Bij sommige individuen, volgens Galton de wijfjes, heeft deze wervel een extra, wel vergroeide rib. De andere vier sacrale wervels zijn al op jonge leeftijd via een paar sacrale ribben vergroeid met de darmbeenderen; tussen de ribben bevinden zich grote ovale openingen. De breedte van het bekken maakt een enorme buikholte mogelijk, waarin het voedsel dagenlang door bacteriën kon worden afgebroken. Het darmbeen is lang. Het voorblad ervan steekt plotseling sterk zijwaarts naar voren uit. Dit voorblad heeft overdwars een doorsnede als een C, met een bolle buitenkant en een holle binnenkant. De bovenrand van het darmbeen krult naar buiten en beneden, tot over de positie van het heupgewricht dat door darmbeen, schaambeen en zitbeen gevormd wordt. Het schaambeen steekt schuin naar achteren en is bij S. stenops over de volle lengte vergroeid met het zitbeen. Vooraan heeft het een stevig uitsteeksel, de processus praepubicus, dat er een hoek van honderdveertig graden mee maakt en zonder noemenswaardige verbreding recht is afgesneden. De schacht van het schaambeen is iets ingesnoerd en onderaan licht verbreed; daar zijn de uiteinden van beide schaambeenderen met elkaar vergroeid. Waar de schacht bovenaan het kleine hoofdlichaam raakt, is in de hoek met het zitbeen het foramen obturatum open zodat een diepe scherpe inkeping ontstaat. Het zitbeen heeft een zich iets vernauwende rechte schacht waarvan het uiteinde licht omhoog kromt.
Ook de spieren van de achterpoten zijn door de breedte van het darmbeen van grote omvang en stevig verankerd. Het dijbeen is van een uitzonderlijke relatieve lengte, tussen honderdtachtig en tweehonderddertig procent van het opperarmbeen. Het is recht, van binnen naar buiten vrij breed en van voor naar achter tamelijk smal. Aan de bovenste voorkant ligt de structuur van de trochanter minor een stuk lager dan de grote beenstijl van de bovenkant, de trochanter major, en is er niet van gescheiden door een kloof. De vierde trochanter, het aan de binnenste achterkant van de dijbeenschacht gelegen aanhechtingspunt voor de pees die het dijbeen verbindt met de staartspieren, is gereduceerd tot een oneffenheid van het botoppervlak. Daarboven ligt de ingang van een groot ovaal aderkanaal. De onderste gewrichtsknobbels van het dijbeen, waarvan de binnenste tweemaal zo breed is als de buitenste, zijn van achteren diep ingesneden door een centrale peesgroeve. Het scheenbeen is kort maar stevig en onderaan van voren overgroeid door een groot sprongbeen; de afmetingen hiervan en van het ernaast gelegen hielbeen of calcaneum zijn nogal variabel. Het kuitbeen is slank. Meestal zijn bij Stegosaurus scheenbeen, sprongbeen en hielbeen vergroeid maar blijft het kuitbeen los. De middenvoet vormt een nauw aaneengesloten geheel en de bovenste en onderste verbreding van de middenvoetsbeenderen, hoewel nog aanzienlijk, is minder ontwikkeld dan bij andere stegosauriërs. Er zijn drie dragende tenen, de tweede tot en met de vierde. De eerste teen is verdwenen, de vijfde gereduceerd tot een rudimentair middenvoetsbeen dat nog bij één exemplaar, specimen USNM 7419, is teruggevonden. De teenkootjes zijn kort, breed en zwaargebouwd. Hun formule is 0-2-2-2-0. De voetklauwen, de uiterste teenkootjes, zijn breed en gebouwd als hoefjes. Net als de handen verschaften de voeten een stabiele basis aan het dier.

### Osteodermen, platen en stekels

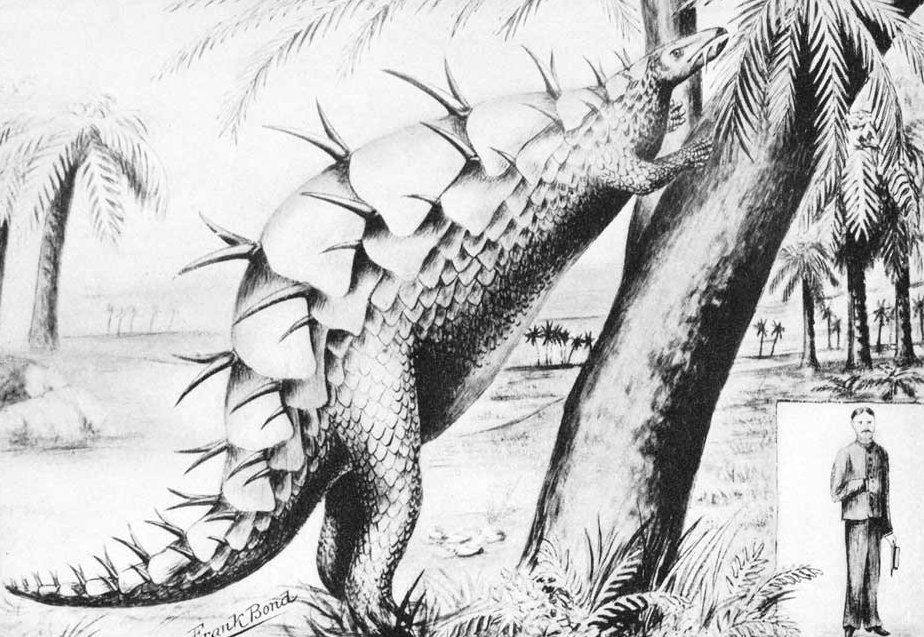
Volgens de eerste interpretatie van Marsh vormden de platen een bepantsering plat op de rug; de stekels staken daar dan doorheen. Deze illustratie van Frank Bond stamt uit 1899, toen de denkbeelden alweer veranderd waren

Het meest opvallende kenmerk van de groep van de stegosauriërs is het bezit van een lange rij, of rijen, van benige platen of stekels die over de gehele nek, rug en staart van het dier liep; Stegosaurus heeft van alle stegosauriërsoorten de grootste rugplaten. Deze platen zijn geen deel van het eigenlijke skelet maar huidverbeningen ofwel osteodermen. Daarvan heeft Stegosaurus drie typen: behalve de platen ook stekels en kleine pantserplaatjes. De beenplaatjes zijn klein en vijf- of zeshoekig, hebben een lage uitholling aan de ruwe buitenkant en zijn aangetroffen bij de keel die ze kennelijk helemaal bedekten. Hun doorsnede is vier tot zevenentwintig millimeter en ze staan ongeveer een halve centimeter van elkaar af. Ze zijn gegroepeerd in cirkelvormige rozetten, die ook van andere dinosauriërs bekend zijn. Hoe ver ze over het overige lichaam verspreid waren, is onbekend; bij sommige exemplaren van S. stenops, waaronder specimen DMNH 2818, zijn grotere schijfvormige osteodermen aangetroffen ter hoogte van de dijen.

#### De rugplaten

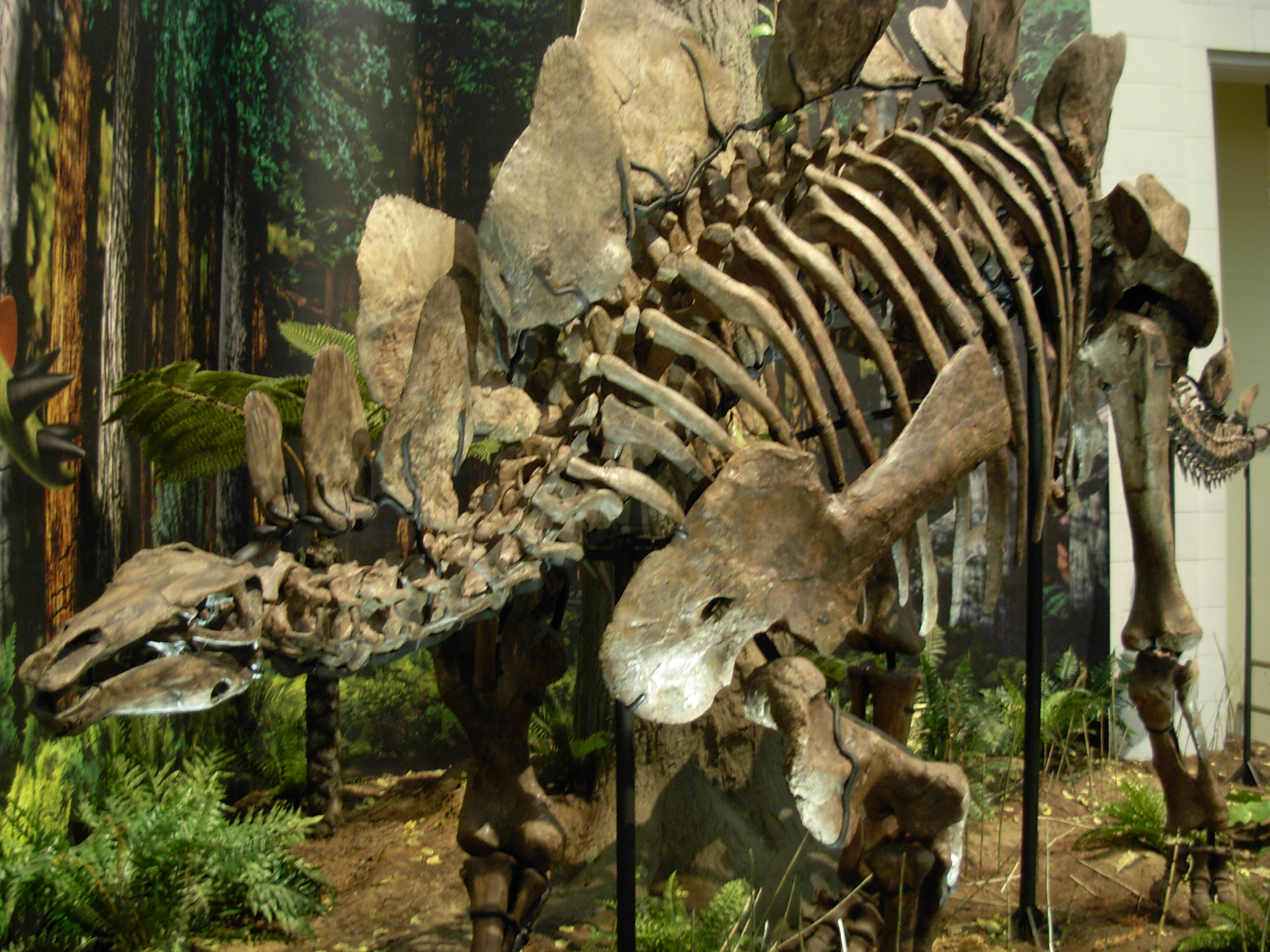
Een skelet van S. ungulatus, CM 11341, een composiet van verschillende individuen opgegraven tussen 1920 en 1922

De rugplaten zijn dun en langgerekt en liepen van vlak achter de kop tot bijna het eind van de staart. De voorste vijf platen op de nek waren kleiner en langwerpig; naar achteren namen ze in grootte toe en werden meer ruitvormig met een lange basis en afgeronde punten. Boven de staartbasis bereikten ze de grootste hoogte, wel tot een meter lengte. Hun totale aantal is onbekend; het maximum dat ooit bij een specimen is aangetroffen bedroeg zeventien; bij NHMUK PV R36730 zijn er achttien aangetroffen. Gilmore dacht dat het totaal op twintig lag en Maidment stelde in 2015 dat er bij NHMUK PV R36730 vermoedelijk negentien waren omdat gezien een open ruimte één plaat verloren was gegaan bij dit specimen. Ze stonden diep ingebed in het lichaamsweefsel: volgens sommige onderzoekers tot een diepte van tien centimeter in een even dikke huid, volgens anderen wel tot een derde van hun hoogte. Ze hebben een ruw en bovenaan sterk gegroefd oppervlak.

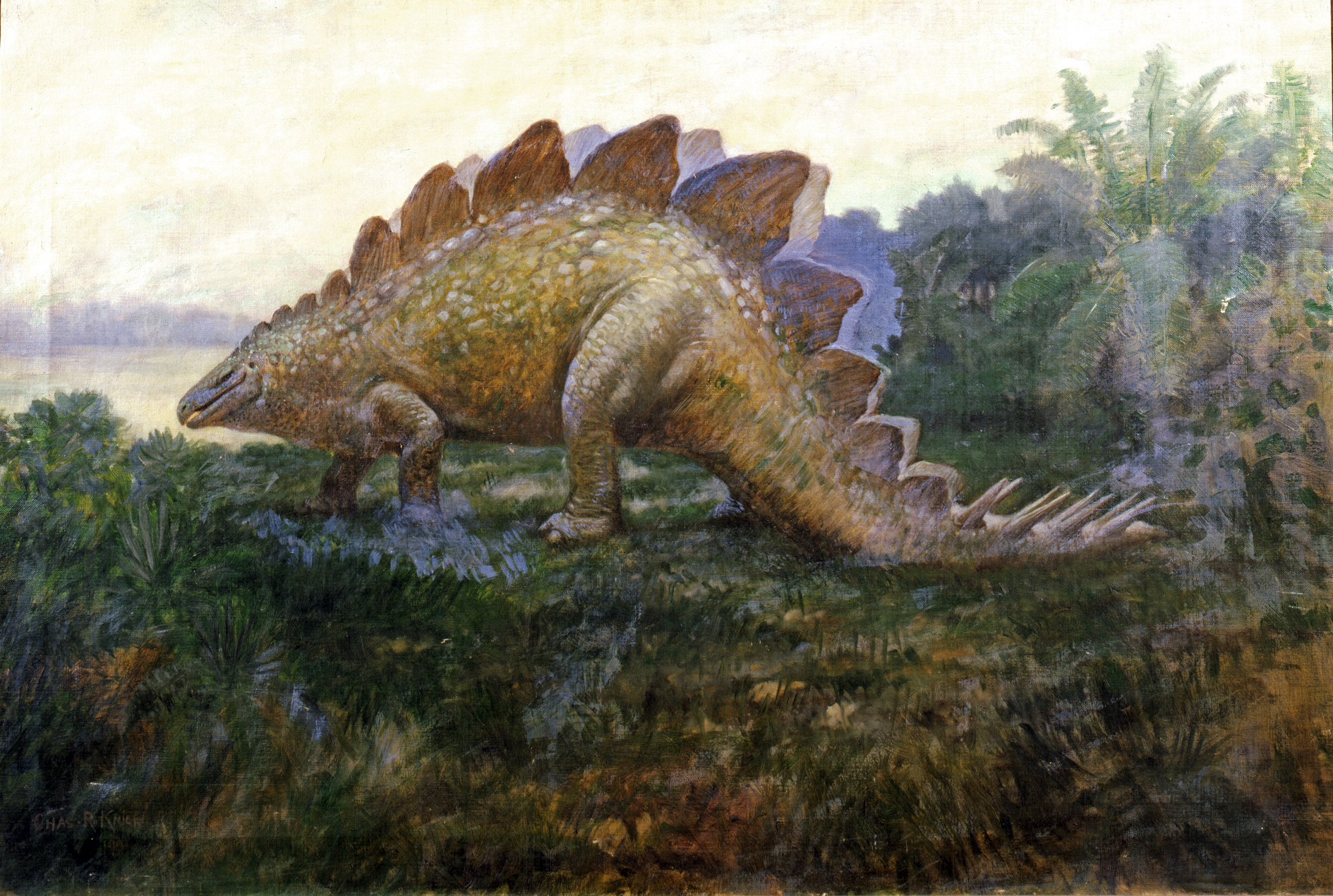
Het schilderij van Knight uit 1901

Over de positie van de platen heeft altijd veel onenigheid bestaan. Ze waren niet met de rest van het skelet verbonden en konden dus gedurende het fossilisatieproces sterk verschuiven zodat hun oorspronkelijke plaatsing slechts zeer globaal uit hun vondstpositie valt af te lezen. Marsh dacht eerst dat ze, zijdelings van de doornuitsteeksels van de ruggengraat afhangend, plat op het lichaam lagen als een bepantsering. In 1880 veranderde hij na betere vondsten van opvatting en begreep dat ze rechtop stonden. Daarbij nam hij aan dat ze verschillende symmetrische rijen vormden; in 1887 veranderde dat naar een dubbele rij op de rug en een enkele rij op de staart. In 1891 stelde Marsh zijn opvatting opnieuw bij, nu naar een enkele rij op de rug en staart gecombineerd met een dubbele rij op de nek.

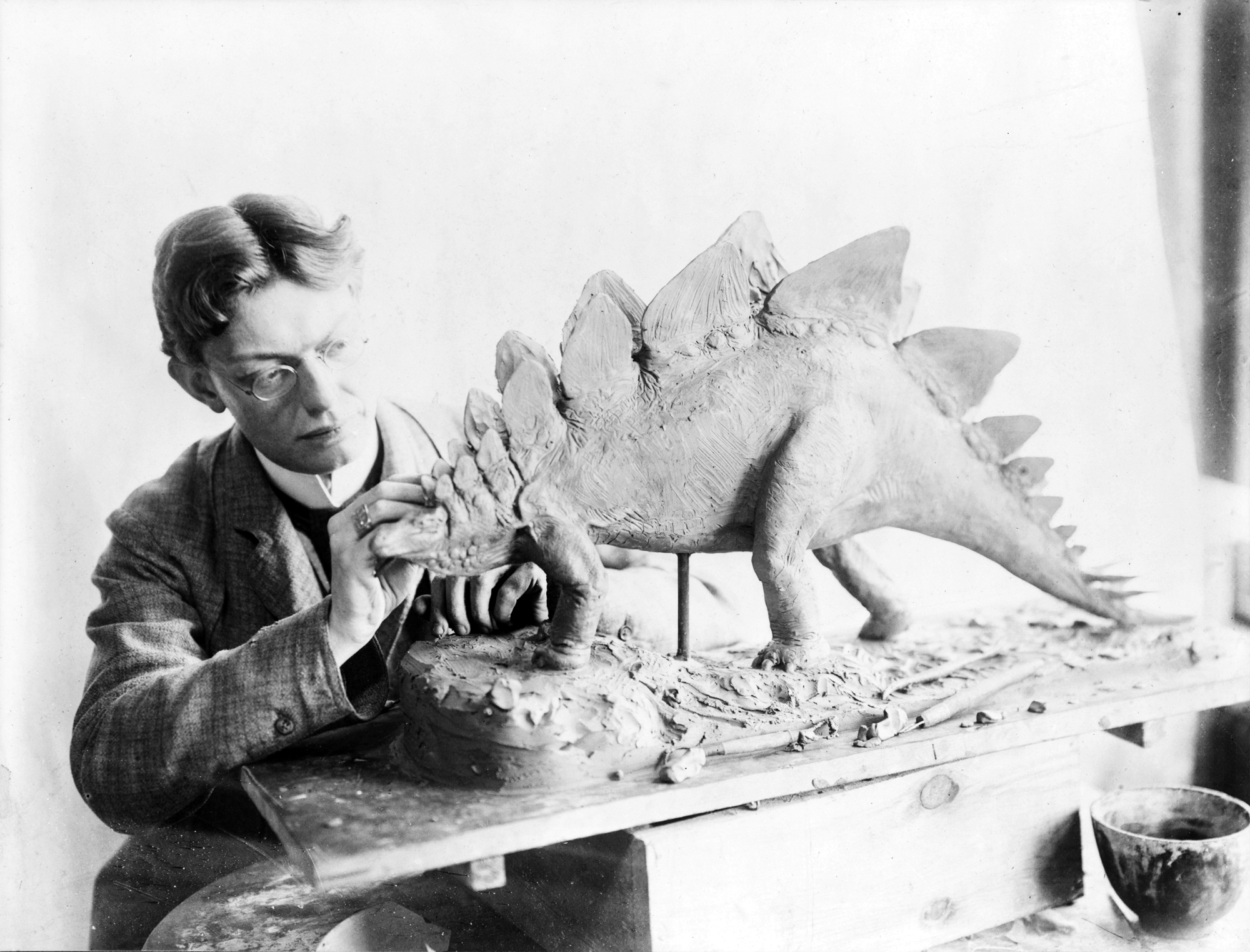
Knight boetseert zijn kleimodel

Rond 1900 begon Lucas een monografie over Stegosaurus te schrijven. Hij verwierp de hypothese dat de platen een enkele rij vormden omdat ze aan hun onderkant naar rechts of links waren afgeschuind. Lucas twijfelde over twee andere mogelijkheden: of ze liepen in twee parallelle rijen of ze stonden in een alternerende rij, dus afwisselend links en rechts. Als directeur van het United States National Museum liet hij illustratoren Charles Robert Knight en George R. Roberts in 1901 afbeeldingen vervaardigen die zijn denkbeelden weergaven: Knight moest een schilderij maken die een dubbele rij toonde, Roberts een met een alternerende rij. Daarnaast werden er van beide versies kleimodellen gemaakt. In 1904 verloor Lucas echter zijn positie; hij zou zijn geschrift nooit publiceren en liet het achter in de museumarchieven. De illustraties zouden echter grote invloed uitoefenen. In 1910 verdedigde Richard Swann Lull, die toen bezig was met het opstellen van een skelet in een museum, als eerste in een wetenschappelijke publicatie een plaatsing in twee parallelle rijen over de volle lengte van het dier; in 1914 stelde Charles Whitney Gilmore, die Lucas' aantekeningen had overgenomen en de laatste hand legde aan de preparatie van het holotype van S. stenops, in een historisch overzicht van de controverse dat er een alternerende rij was. Voor dat laatste sprak het oneven aantal van zeventien — Lull moest vijf hypothetische extra platen aannemen om de dubbele rij vol te maken; voor twee rijen het feit dat sommige platen bij S. armatus precies even groot waren en dus een paar leken voor te stellen en het gegeven dat andere stegosauriërsoorten ook twee rijen hadden.

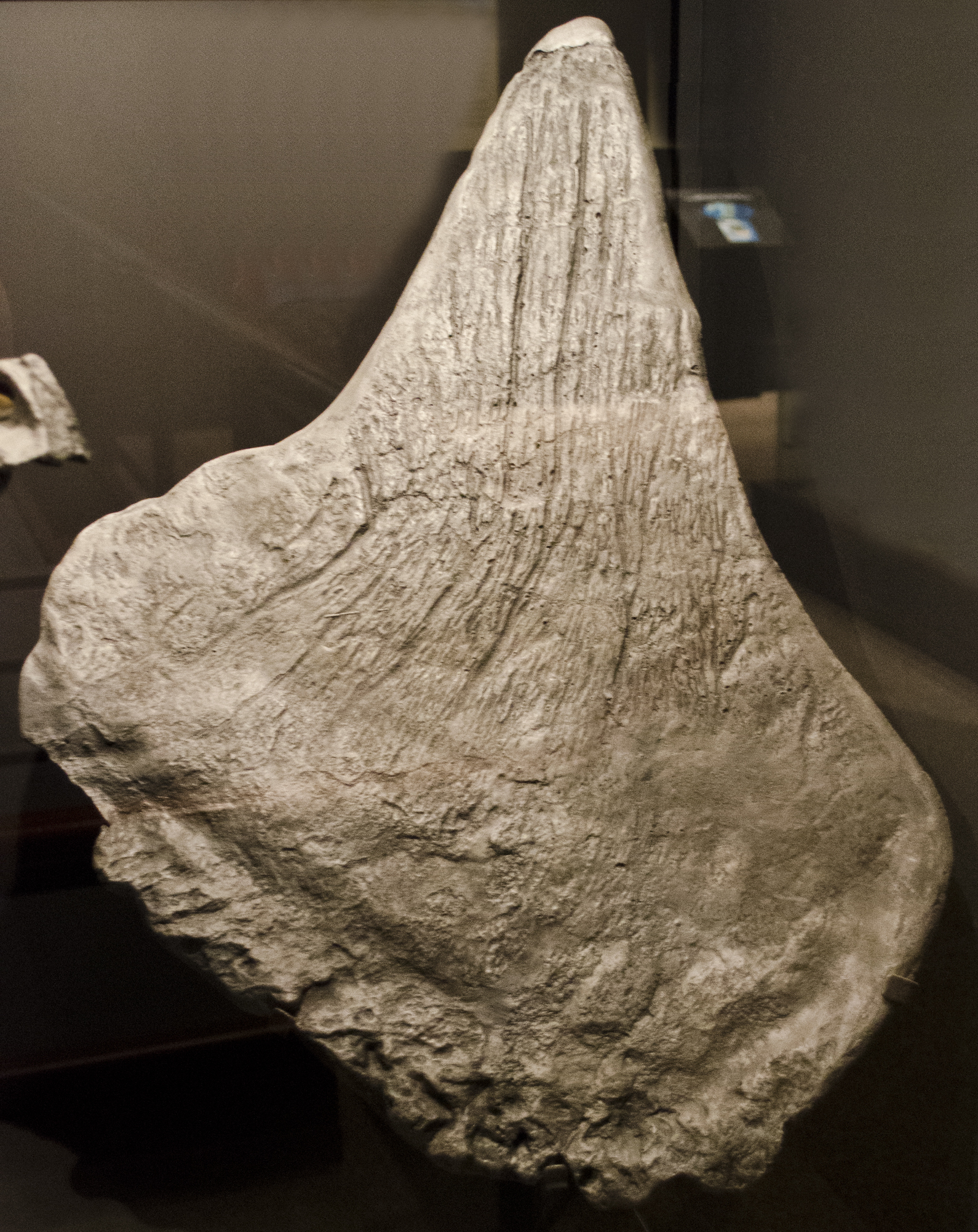
Afgietsel van een rugplaat

Latere onderzoekers kozen meestal of voor de interpretatie als alternerende rij of, vaker, voor de parallelle optie (die toen zonder uitzondering in museumopstellingen werd toegepast); de versie met een enkele rij werd verworpen omdat men Lucas' argument aanvaardde dat de bases van de platen, waarmee ze in de huid verankerd stonden, duidelijk asymmetrisch waren. In 1987 echter stelde paleontologisch illustrator Stephen Czerkas in een artikel dat Marsh in 1891 toch gelijk gehad had, zij het dan dat de op de middenlijn staande platen naar links of rechts bogen om elkaar de nodige ruimte te verschaffen. Dit werd voor een tijd de dominante hypothese. Sommige recente vondsten, vooral het zeer gave specimen DMNH 2818 gevonden door Bryan Small, wijzen er echter sterk op dat de theorie dat de rugplaten afwisselend links en rechts stonden, de juiste is: de bases van de platen zijn in een overlappende positie aangetroffen, duidelijk gescheiden door een laag sediment. Deze nieuwe specimina zijn echter aan S. stenops toegeschreven; sommige onderzoekers houden het voor mogelijk dat S. armatus een andere indeling had — mits die soorten in feite niet samenvielen.
NHMUK PV R36730 lijkt duidelijk aan te tonen dat er in ieder geval geen dubbele rij was. De eerste vijf platen hebben bij dit exemplaar een symmetrische basis; de zesde plaats is zo afgeschuind dat ze naar links wijst. Het fossiel is in het museum zo opgesteld dat de platen van dat punt af om en om naar rechts of links hellen hoewel door beschadigingen de mate van afschuining van de bases slecht waarneembaar is. In de opstelling zijn de eerste vier nekplaten nogal klein en erg smal. De vijfde plaat is wat breder en bij de zesde plaat wordt de typische ruitvorm bereikt hoewel die nog tamelijk klein is. Hierna volgen zeven rugplaten waarvan de laatste, de dertiende, de grootste is van de hele reeks. De zeven platen van de staart nemen langzaam in grootte af. Bij NHMUK PV R36730 is er voldoende ruimte om de platen met hun bases exact op de middenlijn te plaatsen hoewel ze dan wegens de ruitvormige verbreding wel wat links en recht moeten afhangen. Wat daar weer tegen spreekt, is dat de basis tot aan die verbreding een andere structuur heeft, met grove beenplakkaten, alsof de plaat tot daaraan in de huid verzonken was. Bij de ruiten is de punt is naar achteren gericht zodat de voorrand langer is dan de achterrand. De bovenranden eindigen in lange beenrafels, misschien omdat ze uitliepen in gekartelde hoornplaten.

#### DeThagomizer

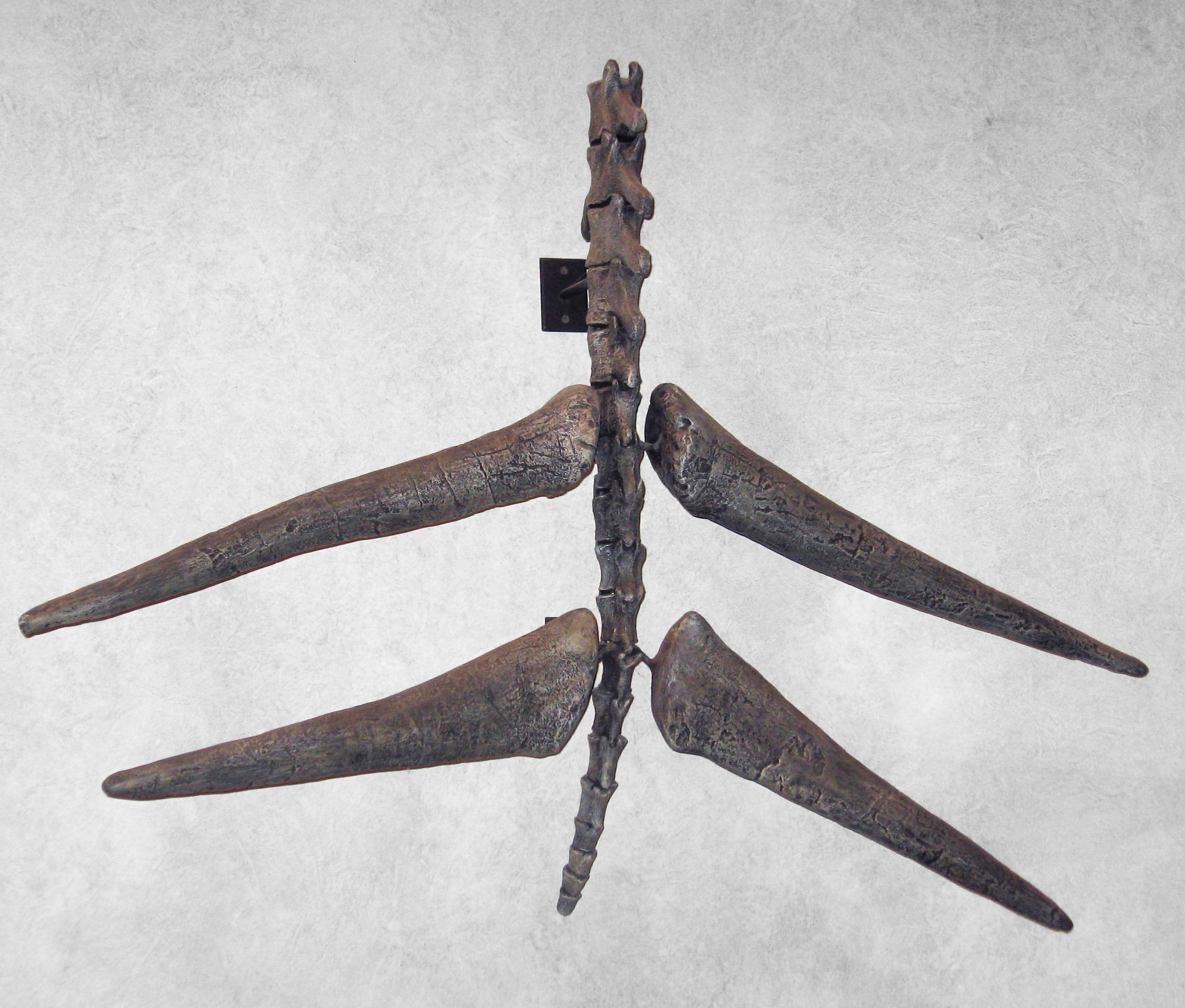
De Thagomizer

Op het eind van de staart bevonden zich twee paar lange spitse stekels. Het eerste paar is het langste. De beenkern werd bij het levende dier vermoedelijk nog verlengd door een hoornschacht. Ook hiervan is de positie omstreden: traditioneel worden ze schuin omhoog en naar achteren gericht afgebeeld; volgens latere opvattingen lagen ze horizontaal in een plat vlak. Bij NHMUK PV R36730 wijst de afschuining van de bases van het voorste paar erop dat de stekels, als de bases horizontaal op de zijkant van de staart geplaatst waren, onder een hoek van zeventig graden schuin omhoog, zijwaarts en naar achteren staan. De voorste stekels hebben onderaan een scherpe voorrand. Het buitenvlak is onderaan bol en het binnenvlak plat. Als geheel is de dwarsdoorsnede van de stekel ovaal, met de lange as naar voren gericht. De achterste stekels zijn iets korter en missen de scherpe rand. Ze staan uit onder een hoek van tachtig graden.
Het orgaan als geheel wordt tegenwoordig de Thagomizer genoemd, een naam die overgenomen is van een cartoon uit 1982 van de tekenaar Garry Larson die een holenmens toont die zijn klas uitlegt dat dit uiteinde van het dier zo genoemd is naar 'wijlen Thag Simmons'.
Marsh had de staartstekels eerst op de schouder geplaatst, net als bij de in 1875 door Richard Owen beschreven stegosauriër Omosaurus (later hernoemd tot Dacentrurus). Anders dan sommige van zijn verwanten had Stegosaurus echter vermoedelijk stekels op de schouder noch dij — ze zijn althans niet aangetroffen. In 1880 verplaatste Marsh de stekel van de schouder naar de heup en vanaf 1887 ontbraken rompstekels geheel in zijn reconstructies.

#### Functie van de huidverbeningen

##### Aanval en verdediging

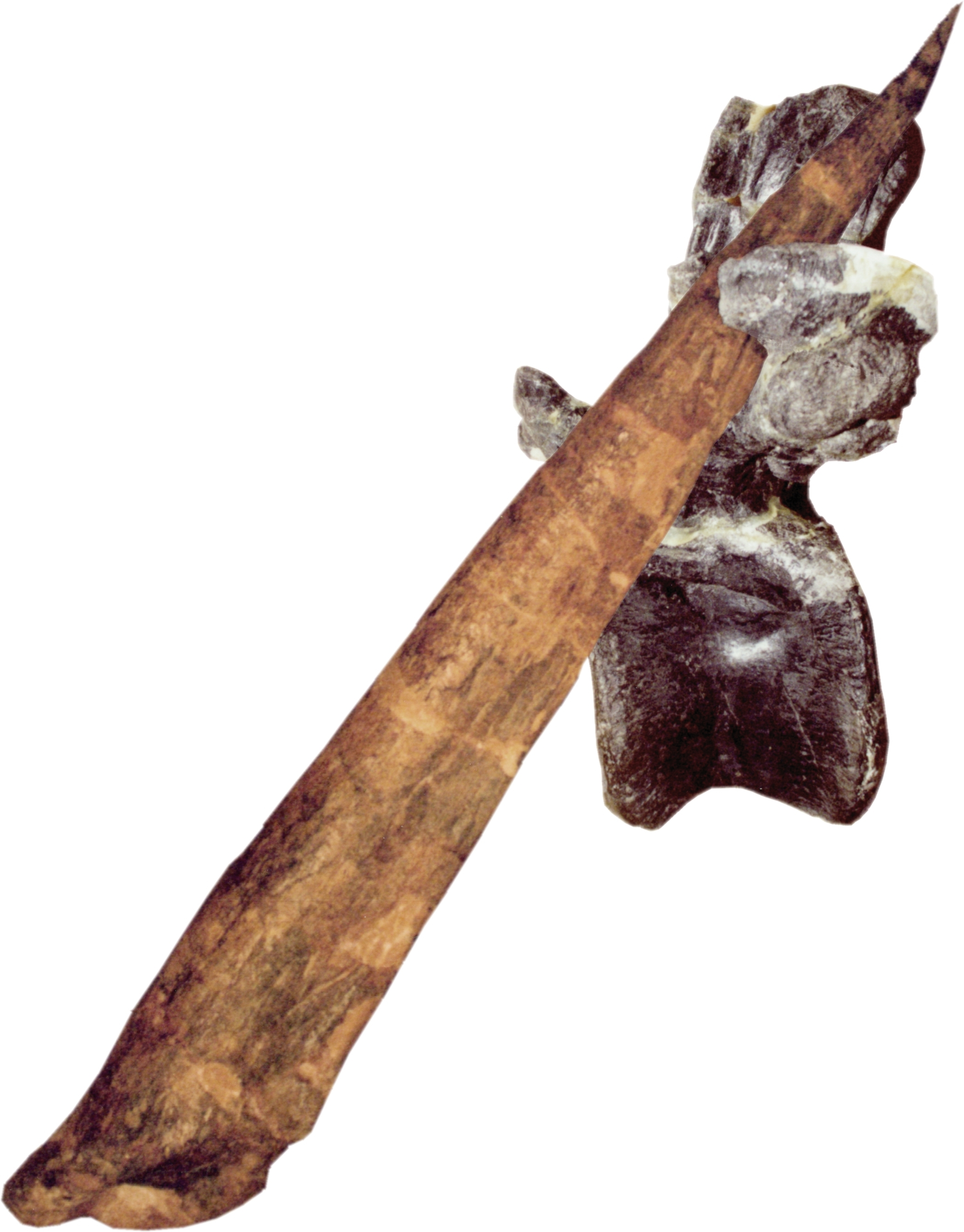
Een wervel van Allosaurus gereconstrueerd met een doorborende stekel van Stegosaurus

De functie van al deze huidverbeningen is nog steeds erg omstreden. Ook vroeger gaven ze aanleiding tot allerlei wilde speculaties; zo stelde William Hosea Ballou in 1920 dat Stegosaurus, met zijn holle beenderen een stuk lichter dan men zou denken, de rugplaten horizontaal als vleugeltjes gebruikte om van rotswanden af te glijden! De traditionele interpretatie is dat de verbeningen ter bescherming dienden. De ruimere groep waartoe Stegosaurus behoort, de Thyreophora, is sterk gespecialiseerd in het dragen van een lichaamspantser. De kleinere osteodermen dienden evident ter bescherming; de stekels zijn uit deze beenplaatjes geëvolueerd en de platen zijn weer gemodificeerde stekels; de simpelste verklaring is dat ze daarbij een verdedigende functie behielden. Deze interpretatie past ook goed bij de algemene bouw van het dier. Door de rechte stand van de achterbenen was het Stegosaurus onmogelijk om zich rennend in veiligheid te brengen voor roofdieren; afhankelijk van de veronderstelde mobiliteit van het schouderblad variëren schattingen van de maximumsnelheid van zeven tot twintig kilometer per uur. 

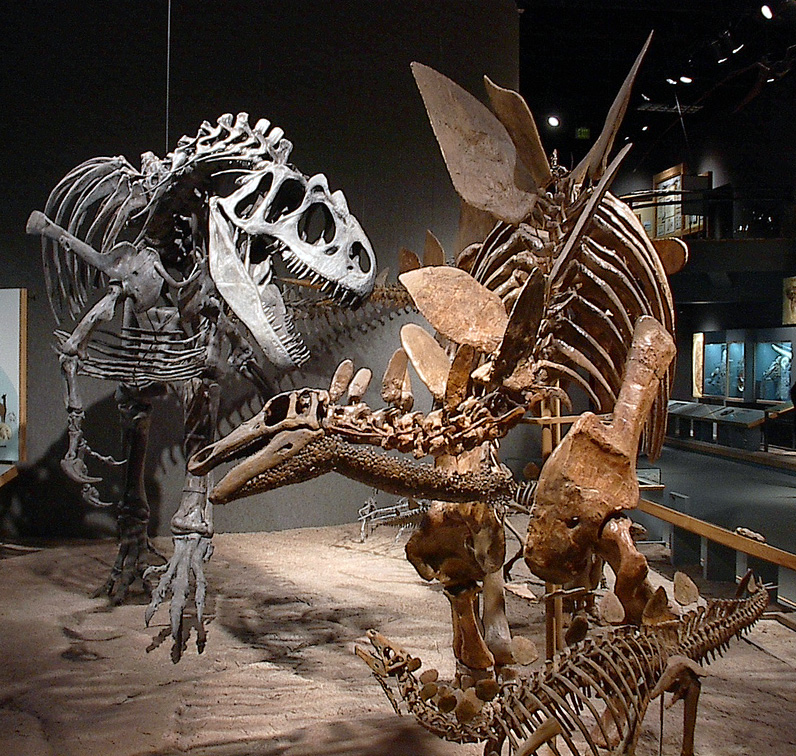
S. stenops, DMNH 1483, wordt aangevallen door Allosaurus fragilis, DMNH 2149; het specimen toont ook de osteodermen van de keel. De opstelling is een ontwerp van Gregory S. Paul

Marsh ging in eerste instantie nog uit van een passieve verdediging met de platen als lichaamsbedekking waardoor de stekels dan heen staken om aanvallers af te schrikken. Later nam hij een actieve verdediging aan. De lange staart zwiepte dan de 'thagomizer' heen en weer om de flanken te dekken, terwijl de rugplaten een aanval van boven afweerden. De kwetsbare nek was met osteodermen versterkt en de vergroeiingen van de schedelbeenderen beschermden de kop tegen bijtschade. Robert Thomas Bakker blies dit model in de jaren tachtig weer nieuw leven in. Bakker wees op de uitzonderlijke flexibiliteit van de staart, die hij zag als een aanpassing om de thagomizer een groot voorwaarts bereik te geven. De bijzonder zwaar gespierde voorpoten zouden de staartbeweging nog vergroot hebben door de hele romp als hefboom te gebruiken waarbij de rechte achterpoten dan als spil dienden. Bakker nam aan dat de platen, waarop hun ruwe oppervlak zou wijzen, tot wel anderhalve meter verlengd waren met hoornschachten; als die scherpe hoornen randen droegen, waren ze een fysieke belemmering voor een aanval op de rug. Hij dacht, naar een idee van Michael Seidel, dat de platen zelfs beweegbaar waren en verlaagd konden worden tot een horizontale stand, zodat ze een schaarbeweging naar een aanvaller konden maken als het dier die met de staartstekels probeerde te raken. Een aanwijzing voor een verdedigende functie van de platen zag hij in het feit dat kleinere soorten stegosauriërs in dezelfde positie stekels bezaten. Bij grote dieren zouden die te ver uiteen staan om een aanval te blokkeren en dat zou dan de evolutie tot een plattere vorm veroorzaakt hebben. Dat althans de staartstekels als wapen gebruikt werden, is bevestigd door later onderzoek van Lorrie McWhinney: veel exemplaren tonen compressieschade alsof ze ergens tegenaan geslagen zijn. Een bot met daarin een gat waarin precies een stegosaurusstekel past, laat zien dat minstens in één geval het slachtoffer Allosaurus was. Bij sommige specimina is een van de stekels kennelijk al bij het leven afgebroken geweest, waarna infecties optraden. Bij een meer horizontale stand van de stekels, waarop een groeve in hun basis wijst, zouden ze de meeste schade hebben kunnen toebrengen. Een studie uit 2005 berekende dat de stekels een kracht hadden kunnen uitoefenen van 360 tot 510 newton en op het inslagpunt een druk van 1300 tot 1800 pascal (N/cm²), ruimschoots voldoende om bot te versplinteren.

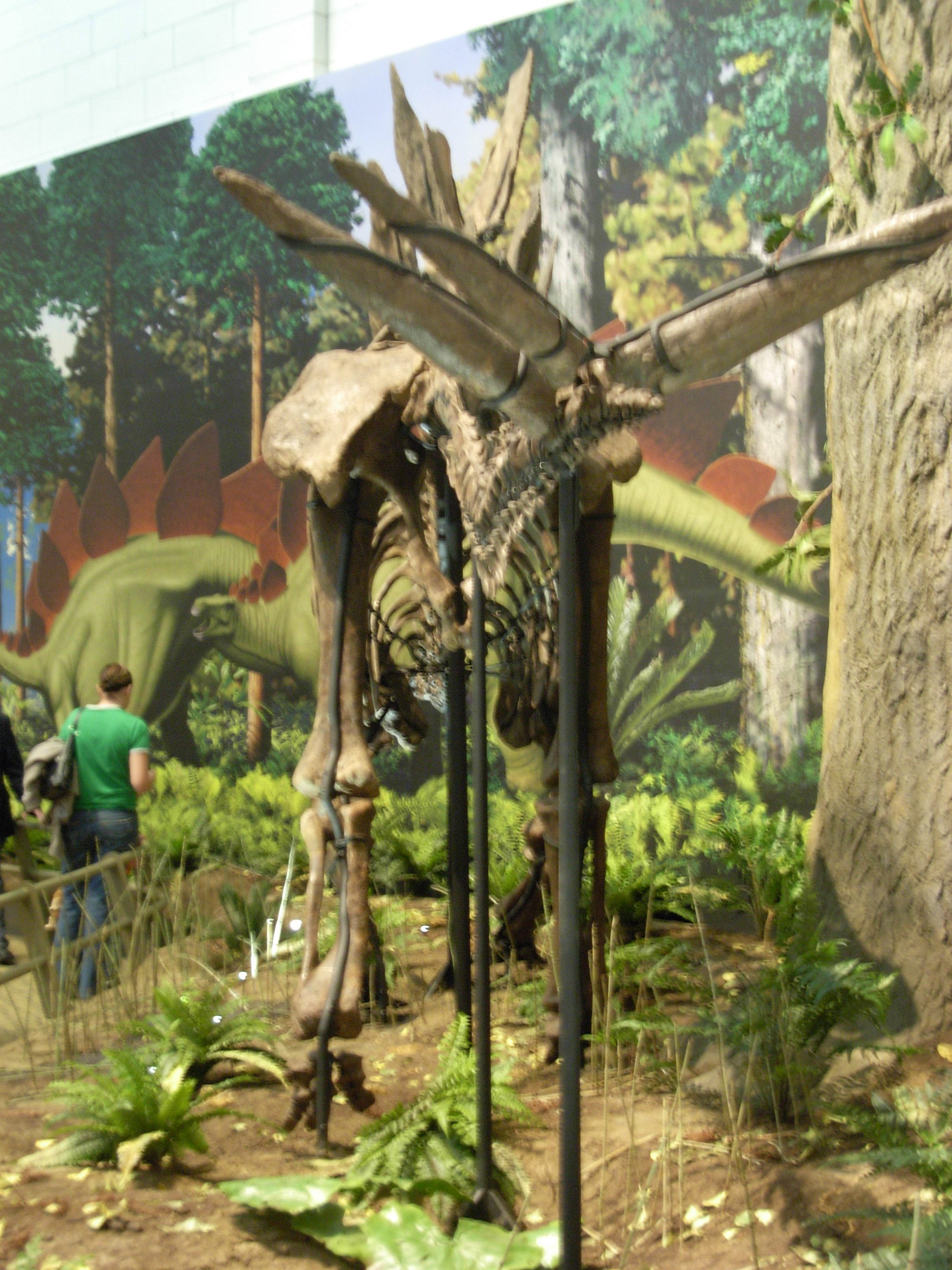
Als de staart hoog gehouden werd, was een horizontale positie van de stekels het meest functioneel

Dat Stegosaurus zich actief verdedigde werd echter al vroeg betwijfeld. Het paste begin twintigste eeuw slecht in het toen heersende beeld van dinosauriërs als logge koudbloedige reptielen. Gilmore meende dat de platen en zelfs de stekels slechts ter versiering dienden. In het midden van de eeuw zag men ze als een teken van degeneratie, de 'raciale veroudering' waarvan de school van de orthogenetica veronderstelde dat te ver doorontwikkelde diergroepen last zouden krijgen. Bakker propageerde zijn interpretatie van Stegosaurus dan ook binnen het kader van zijn theorie dat alle dinosauriërs warmbloedig waren. Sommige van zijn medestanders meenden dat hij daarin voor dit geval te ver was gegaan. Kenneth Carpenter stelde in 1998 dat, gezien het feit dat de ruwe aanhechtingsvlakken voor de verankerende huidvezels aan beide kanten van de plaat even hoog doorliepen, er geen aanwijzingen waren dat de platen beweegbaar zouden zijn, dat hiervoor de normale in de lengterichting lopende spierlagen ook niet gebruikt hadden kunnen worden, dat er geen sporen waren van een hoornschacht — in 2010 zou overigens de vondst van zo'n schacht bij de verwante Hesperosaurus bekendgemaakt worden — en dat de rigide lange bases van de grote platen boven de heupen de zijdelingse beweeglijkheid van de staart belemmerd moesten hebben tot een maximale hoek voor het staarteinde van negentig graden ten opzichte van de lichaamsas. Een deelfunctie van de platen zou zelfs het omhoog houden van de staart geweest zijn. Een studie van Carpenter uit 2011 toonde aan dat bij oudere dieren de botwanden van de stekels sterk verdikten; dit zag hij als een aanwijzing dat deze in tegenstelling tot de rugplaten wel een verdedigende functie hadden.

##### Temperatuurregeling
Ondertussen had James Orville Farlow in 1976 een alternatieve hypothese opgesteld. Toen nog aangenomen werd dat dinosauriërs koudbloedig waren, werden rugzeilen vaak gezien als een middel om via zonnestraling op te warmen. Zo'n functie konden de rugplaten niet hebben gehad als Stegosaurus warmbloedig was. Maar een groot warmbloedig dier zou wel het risico hebben kunnen lopen op oververhitting; door zijn grotere absolute oppervlakte-inhoud-verhouding heeft het meer moeite warmte af te staan. Juist Stegosaurus zou daar last van hebben gehad omdat hij zijn voedsel verteerd zou hebben door langdurige fermentatie in zijn enorme darmkanaal, wat veel warmte opgewekt zou hebben. Farlow nam dus aan dat de rugplaten dienden voor temperatuurregeling: als het dier moest afkoelen, voorzagen de platen daartoe in een groot oppervlak en konden zo gemakkelijk warmte afgeven. Als het buiten het warmst was, tijdens het middaguur, was de smalle bovenkant van de platen op de zon gericht. Als aanwijzing voor de juistheid van deze hypothese wees Farlow op het feit dat de platen klaarblijkelijk intern en extern goed doorbloed waren, waardoor surpluswarmte uit de rest van het lichaam er snel naar overgebracht kon worden. De hypothese ondersteunde hij verder door een experiment. Er werden windtunnelproeven uitgevoerd die aantoonden dat de ruitvorm zeer geschikt is voor het veroorzaken van meer turbulentie wat de warmte-uitwisseling weer ten goede zou komen. De platen zouden aldus op dezelfde manier functioneren als de circulatievinnen bij moderne radiatoren. In de jaren zeventig kreeg dit onderzoek veel aandacht, ook omdat dit het eerste was in zestig jaar tijds dat aan Stegosaurus gewijd was. Later werd het sterk bekritiseerd. De platen zouden het best werken bij een symmetrische opstelling maar die bleek nu juist niet aanwezig te zijn. In 2005 wees David Weishampel erop dat de vermeende extreme interne doorbloeding berustte op een misverstand; de normale luchtholten van het botweefsel waren aangezien voor aderkanalen. Ook het argument dat Stegosaurus vanwege zijn hoge absolute massa gevaar liep voor oververhitting zou maar ten dele opgaan: juist door die grotere massa zou het dier ongevoeliger zijn voor temperatuurschommelingen. Daarbij zijn er aanwijzingen dat de ruimere groep van de Thyreophora waartoe Stegosaurus behoorde, een vrij lage stofwisseling had. Weliswaar was het onvermijdelijk dat de platen een zeker effect op de temperatuurhuishouding hadden, maar het leek geen beslissende factor te zijn geweest in hun evolutie. Een hernieuwd onderzoek van Farlow uit 2010, gebruikmakend van CAT-scans, stelde althans een goede interne doorbloeding vast met een grote horizontale aderholte in de plaatbasis maar moest toegeven dat het verband met de temperatuurregeling niet eenduidig was. Een studie van Carpenter uit 2011 wees erop dat ook bij oudere dieren de doorbloeding direct onder de buitenste botwand goed bleef, wat hij als een aanduiding voor een regulatiefunctie zag.

##### Pronken
Lang niet alle onderzoekers zijn echter teruggekeerd naar de oude hypothese dat de platen een verdedigingsfunctie hadden. In 2009 kwamen Carpenter en Kevin Padian met een volgende mogelijkheid: een studie wees uit dat de platen tijdens de groei onevenredig sterk in grootte toenamen. Ze zouden daarom een signaal zijn geweest waarmee informatie over ouderdom, geslacht of soort aan andere stegosauriërs zou zijn overgebracht. Ook zouden de platen dienen om het dier groter te laten lijken dan het in werkelijkheid was ter afschrikking van roofdieren, zoals Allosaurus, een tijdgenoot die in dezelfde lagen gevonden wordt. Ze zouden daartoe fel gekleurd zijn geweest; Carpenter had al in 1998 gesuggereerd dat de platen wegens hun vermeende goede doorbloeding in staat zouden zijn geweest bij dreigend gevaar plots rood te kleuren. Ook zouden de platen in stand geoptimaliseerd zijn om in zijaanzicht zo goed mogelijk zichtbaar te zijn, een hypothese die Nikolaï Spassov al in 1982 opperde. Deze verklaring heeft als probleem dat het maar de vraag is of Stegosaurus zijn leefgebied deelde met andere stegosauriërsoorten — zelf lijkt hij tot één soort te zijn teruggebracht — en dat er geen seksuele dimorfie is vastgesteld, een verschil tussen de geslachten dat als aanknoping kan dienen voor seksuele selectie, de partnerkeuze. Een suggestie van Marsh uit 1880 dat alleen de mannetjes stekels hadden, bleek achteraf onjuist te zijn.

### Het "Tweede Brein"

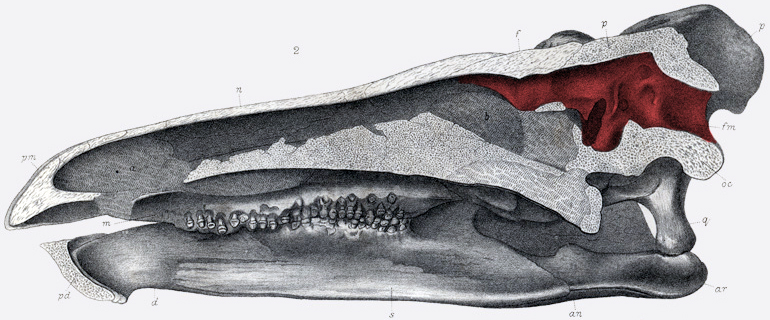
Een doorsnede van de hersenpan gepubliceerd door Marsh

Het was Marsh al duidelijk dat Stegosaurus ten opzichte van zijn gewicht een opvallend klein brein had; de hersenpan bevatte een stel hersenen waarvan het gebruikelijk is te stellen dat ze 'de grootte hadden van een walnoot'. De omvang en vorm is vrij precies bekend door de vondst van enkele natuurlijke afgietsels van de hersenpan, waarvan er een al in 1880 door Marsh beschreven werd, de eerste die van een dinosauriër bekend was. De hersenen waren breder (zeven centimeter) dan lang (vijf centimeter) en ongeveer drie centimeter hoog. Het geheel vormde een ingewikkelde structuur die in niets lijkt op de afgeronde vorm van een walnoot en ook omvangrijker is. Het gewicht was ongeveer zeventig à tachtig gram, enkele malen minder dan een vleesetende dinosauriër van dezelfde grootte typisch had. Stegosaurus week daarmee in encefalisatiegraad, de maat voor de gewicht-hersenomvangverhouding, niet af van de overige Thyreophora. Die groep heeft echter binnen de Dinosauria de kleinste relatieve hersenomvang op de sauropoden na. Stegosaurus was aldus duidelijk geen soort die zich gespecialiseerd had in denkvermogen. Toch is het lastig daaruit gefundeerde conclusies te trekken over de complexiteit van zijn gedrag. Planteneters hebben over het algemeen minder hersenen dan vleeseters. De activiteiten die noodzakelijk zijn voor hun voortbestaan worden echter effectief uitgevoerd. Stegosaurus was weliswaar geen snelle renner maar zal als het moest snel en beslissend gehandeld hebben. Mocht hij warmbloedig zijn geweest dan zal hij zich relatief actief hebben gedragen waarbij dezelfde hogere stofwisseling een gunstige invloed had op de hersencapaciteit. Daarbij komt nog dat het brein weliswaar in absolute zin klein is, maar juist de cerebrale lobben van het telencephalon vrij groot zijn. De optische lobben en reuklobben waren echter niet sterk ontwikkeld. Het dier werd kennelijk niet simpelweg aangestuurd door zijn zintuigen.
Er was behalve het brein een extreme verhoging, tot ruim twintig centimeter, van het ruggenmergkanaal aanwezig. Deze vergroting bevond zich ongeveer ter hoogte van de heupen, tussen de tweede en derde sacrale wervel, en had een veel grotere doorsnede dan de normale plexus sacralis nodig gehad zou hebben, het netwerk van zenuwcellen dat hersensignalen aan de benen en de staart doorgaf. Deze ruimte zou wel twintig maal zoveel zenuwweefsel hebben kunnen bevatten als de eigenlijke hersenen; Marsh stelde vast dat het wel een 'achterste hersenpan' leek. In de tijd dat dinosauriërs als trage dieren werden gezien, ontstond hierom de gedachte, voor het eerst in 1910 geuit door Lull, dat het om een soort "tweede brein" zou gaan (een term die Lull zelf overigens niet gebruikte), dat een snellere reflex mogelijk zou maken van de verdedigende staart en misschien ook een automatisch looppatroon zou aansturen, als compensatie van de vermeende geringe denkkracht van het normale brein. In populair-wetenschappelijke boeken werd zelfs gesuggereerd dat Stegosaurus hiermee zou hebben kunnen denken. Deze hele hypothese is echter verlaten; de speciale verdikking was vermoedelijk niet met extra zenuwweefsel gevuld, maar met weefsel dat extra glycogeen produceerde.

## Taxonomie en fylogenie
De eerste die Stegosaurus classificeerde was Marsh zelf die hem in 1877 in de Stegosauria onderbracht. Op dat moment wist hij echter niet wat de verwantschappen van die groep waren; hij twijfelde tussen de dinosauriërs, de Plesiosauria en de schildpadden (in het laatste geval als een verwant van Protostega uit het Krijt). Samuel Wendell Williston plaatste in 1878 het dier in de Sauroscelida maar dat is een indeling die niet meer gebruikt wordt. In 1879 werd het Marsh door de vondst van een schedel duidelijk dat het een dinosauriër betrof. Stegosaurus werd door Marsh in 1880 een eigen familie toegewezen: de Stegosauridae. In 1956 schiep Alfred Romer zelfs een speciale onderfamilie Stegosaurinae.
Marsh rekende ook ankylosauriërs tot de Stegosauria; tegenwoordig worden de Stegosauria en de Ankylosauria als zustergroepen gezien binnen de Thyreophora, de groep van de gepantserde dinosauriërs. De Thyreophora maken weer deel uit van de plantenetende Ornithischia, een van de twee hoofdverdelingen van de dinosauriërs.
Gedetailleerde moderne exacte kladistische analyses van de Stegosauridae zijn er tot nu toe weinig geweest. Een analyse van Xabier Pereda-Suberbiola uit 2007 had als uitkomst dat Lexovisaurus het nauwst aan Stegosaurus verwant was. Iets verder in de stamboom stond een clade die Hesperosaurus en Wuerhosaurus omvatte. Een iets eerdere aftakking was Chungkingosaurus en nog verder stond Kentrosaurus.
Het kladogram, of de stamboom, zag er dan als volgt uit:
|  | Hesperosaurus |
|  |               |
|  | Wuerhosaurus  |
|  |               |

|  | Lexovisaurus        |
|  |                     |
|  | Stegosaurus armatus |
|  |                     |

|  | Hesperosaurus |
|  |               |
|  | Wuerhosaurus  |
|  |               |

|  | Lexovisaurus        |
|  |                     |
|  | Stegosaurus armatus |
|  |                     |

|  | Hesperosaurus |
|  |               |
|  | Wuerhosaurus  |
|  |               |

|  | Lexovisaurus        |
|  |                     |
|  | Stegosaurus armatus |
|  |                     |

|  | Hesperosaurus |
|  |               |
|  | Wuerhosaurus  |
|  |               |

|  | Lexovisaurus        |
|  |                     |
|  | Stegosaurus armatus |
|  |                     |

|  | Hesperosaurus |
|  |               |
|  | Wuerhosaurus  |
|  |               |

|  | Lexovisaurus        |
|  |                     |
|  | Stegosaurus armatus |
|  |                     |

|  | Hesperosaurus |
|  |               |
|  | Wuerhosaurus  |
|  |               |

|  | Lexovisaurus        |
|  |                     |
|  | Stegosaurus armatus |
|  |                     |

|  | Hesperosaurus |
|  |               |
|  | Wuerhosaurus  |
|  |               |

|  | Lexovisaurus        |
|  |                     |
|  | Stegosaurus armatus |
|  |                     |

|  | Hesperosaurus |
|  |               |
|  | Wuerhosaurus  |
|  |               |

|  | Lexovisaurus        |
|  |                     |
|  | Stegosaurus armatus |
|  |                     |

De andere stegosauriërs zijn ook bekend uit Azië, Europa en Afrika. Ze hebben minder grote beenplaten, die meestal ook meer stekelvormig zijn: een aanwijzing dat de verdedigingsfunctie het belangrijkst was. Ook zijn ze minder groot dan Stegosaurus. Volgens Peter Galton stamt Stegosaurus af van een voorouder die kleiner en zwaarder bepantserd was; in de loop van de evolutie zou het dier een dubbele rij platen, omvangrijker osteodermen en stekels op de romp weer zijn kwijtgeraakt, als aanpassing aan een actievere levenswijze. Die voorouder is onbekend en we weten ook niet wanneer Stegosaurus uitstierf of zich wellicht in weer nieuwe soorten verder ontwikkelde.

## Levenswijze
De denkbeelden over wat de levenswijze van Stegosaurus zou kunnen zijn geweest, zijn in de loop der tijd nogal veranderd. Marsh begreep al dat het een planteneter was maar dacht eerst dat het dier voornamelijk in het water leefde. De massieve botten zag hij daarvoor als een aanwijzing. In 1880 begreep hij dat Stegosaurus ook het land opzocht; wegens het grootteverschil tussen de achterpoten en de armen nam hij nu aan dat het een tweevoeter was. In dat geval was er een aparte verklaring nodig voor de sterk gespierde voorpoten; in 1881 gaf hij als mogelijkheid dat ze gebruikt werden om takken naar beneden te buigen of ter verdediging. In 1891 had hij dit beeld weer bijgesteld tot dat van een viervoeter, zij het dat die zich kon oprichten om hoger gebladerte te eten; daarbij zou het dier gesteund hebben op zijn staart.

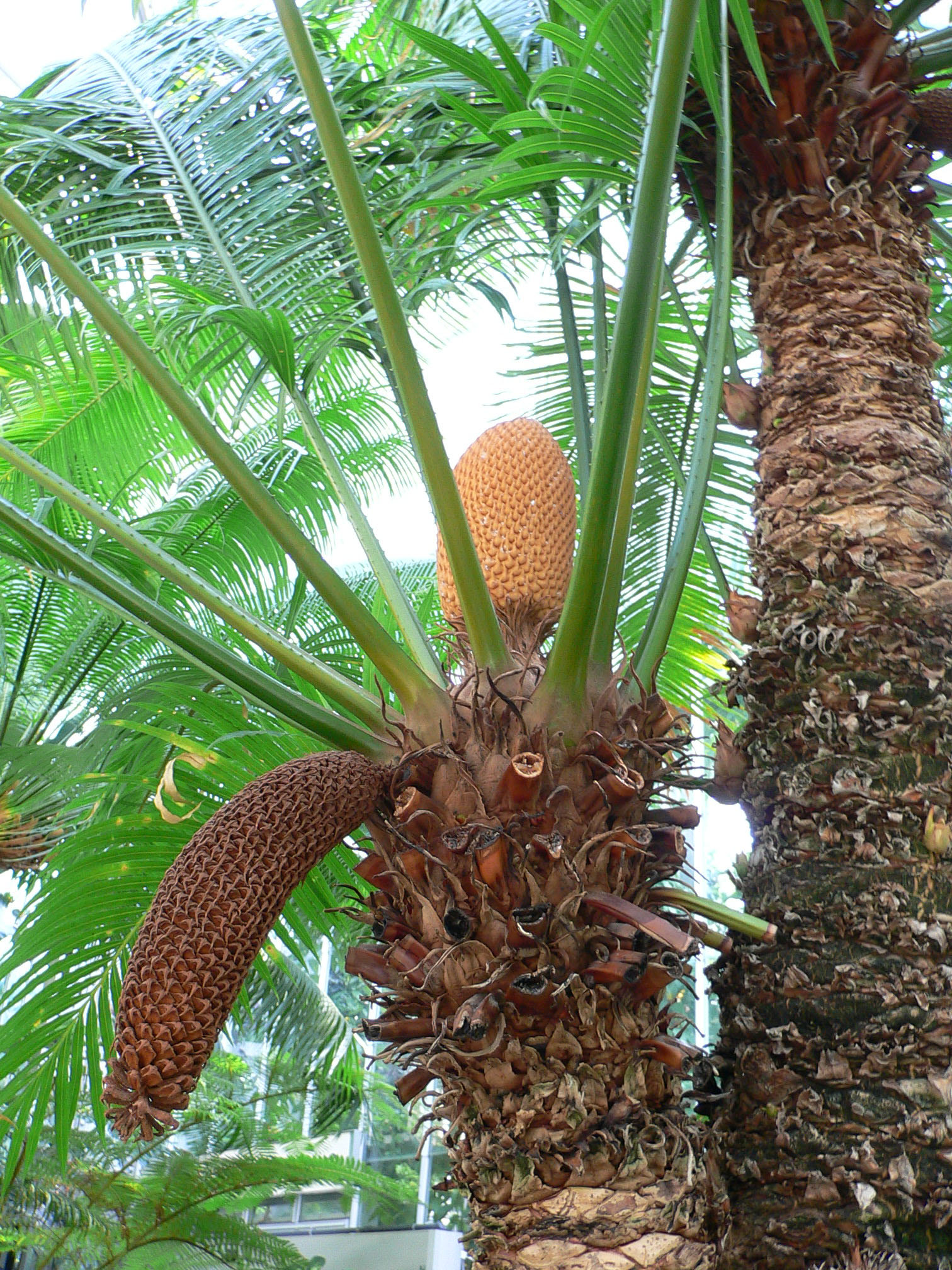
Wellicht at Stegosaurus planten die leken op deze moderne Cycas

Latere onderzoekers zagen dit heel anders. Stegosaurus had andere grote planteneters als tijdgenoten, voornamelijk reusachtige sauropoden als Apatosaurus, Diplodocus, Camarasaurus en Brachiosaurus. Deze hadden zeer lange nekken en dit werden geïnterpreteerd als een aanpassing om met de kop hoog in de bomen reikend te eten. Aan Stegosaurus werd dan de niche toebedeeld van 'grazer' van bodemplanten, zoals lage varens — bedektzadige kruiden en grassen bestonden toen nog niet. Zijn vermeende lage kop paste goed bij dit model. Concurrentie in deze niche zou hij hebben kunnen gekregen van de euornithopode Camptosaurus.

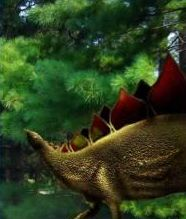
Ging Stegosaurus op zijn achterpoten staan als hij anders geen voedsel kon bereiken?

Toen Bakker het beeld van Stegosaurus probeerde bij te stellen, viel hij ook deze gedachte aan. Hij greep terug naar de hypothese van Marsh dat het dier rustend op zijn staart hogere begroeiingslagen opzocht. Bakker meende namelijk dat zich op de grens van het Jura en het Krijt een ecologische revolutie in de flora had voorgedaan: door de kaalslag van de bossen door de sauropoden zouden kruiden de gelegenheid gekregen hebben zich te ontwikkelen en werden eters van bodemplanten zoals de Euornithopoda dominant. Tot die tijd zouden de meeste planteneters echter hun kostje hogerop hebben moeten zoeken. Stegosaurus nu was kennelijk bepaald geen zeldzaam lid van zijn fauna; wilde Bakkers algemene theorie kloppen dan moest het dier dus voornamelijk op zijn achterpoten gegeten hebben, waarbij zijn kop tot zes meter hoog reikte. Ook hierin werd Bakker aangevallen door Carpenter die stelde dat de platen een sterk naar boven buigen van de staart bemoeilijkt zouden hebben en dat de nek nu ook weer niet zo lang en flexibel was. Bakkers opvattingen hebben onlangs echter steun gekregen door de vondst van Miragaia, een stegosauriër met een heel lange nek. Het bepalen wat de rol was van Stegosaurus in het ecosysteem wordt tegenwoordig nog bemoeilijkt door het feit dat bij sommige onderzoekers de overtuiging heeft postgevat dat ook de sauropoden meestal bodemplanten aten.

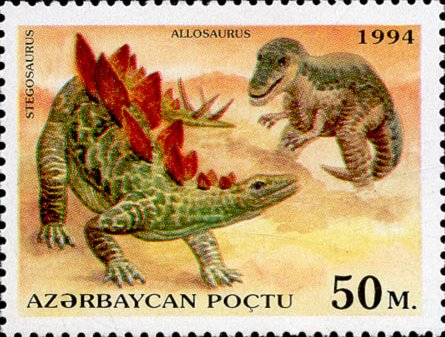
Het klassieke gevecht tussen Stegosaurus en Allosaurus op een postzegel

Welke planten Stegosaurus precies at, is niet zeker. Toen hij de echte tanden van het dier gevonden had — eerst had hij losse tanden van Diplodocus voor die van Stegosaurus aangezien — vond Marsh ze maar zwak en onaanzienlijk. Omdat hij toch al een levenswijze in het water veronderstelde, stelde hij dat Stegosaurus dan ook 'zachte en sappige' waterplanten zou hebben gegeten. De tanden zijn echter meestal flink afgesleten, ondanks dat ze permanent werden gewisseld. Dit duidt op het eten van hard plantenmateriaal. Een onderzoek uit 2010 had als uitkomst dat de tanden een bijtkracht van maximaal 275 newton konden uitoefenen, genoeg om takken door te bijten tot een dikte van twaalf millimeter. Grover materiaal kon misschien door de hoornbek afgebeten worden.
Het gebied waar Stegosaurus leefde, was vrij heet met een duidelijk nat en droog seizoen. Een vlakte waar lage varens, coniferen, zaadvarens, palmvarens en Cycadeoidales groeiden, werd doorsneden door kleine rivieren waar de begroeiing wat weelderiger was. Het is in de riviergeulen waar de skeletten van Stegosaurus zijn aangetroffen. Men heeft daarom wel aangenomen dat ze meestal dicht bij de rivieren woonden maar het verband is niet dwingend: een dier kan meestal alleen fossiliseren als het door sediment wordt bedekt en dat wordt alleen afgezet door water; skeletten op de vlakten gingen verloren. Peter Dodson stelde in 1980 dat de skeletten van Stegosaurus, vergeleken met de resten van sauropoden, meer in zandgesteente door rivieren afgezet dan in meer- of moerasafzettingen voorkwamen maar een onderzoek door John Foster uit 2013 concludeerde dat er geen significant verband was. De beste exemplaren lijken afkomstig te zijn van dieren die in de droge periode de laatste waterpoelen in droogvallende rivierbeddingen opzochten, daar omkwamen, uitdroogden en toen door een plotse overstroming met een metersdikke laag zand werden bedekt. Het kan dus zijn dat Stegosaurus normaliter op de droge vlakten leefde en daar lage gewassen at; Galton suggereert behalve de cycadeoidalen, ook Nilssoniales en Caytoniales.
In de rivierbeddingen kwamen in de loop der tijd steeds meer resten van Stegosaurus terecht, ook omdat ze uit hoger gelegen gebieden werden weggespoeld; vaak zijn dat losse botten vermengd met fossielen van andere dinosauriërsoorten, meestal Camptosaurus en Camarasaurus, tot wel zestig individuele specimina per vindplaats. Foster stelde dat die soorten een echte levensgemeenschap vormden. Er zijn echter geen in verband liggende fossielen aangetroffen van meerdere stegosaurusindividuen die tegelijkertijd zijn omgekomen en er waren tot voor kort geen aanwijzingen dat Stegosaurus in kudden leefde. Ook eieren, eierschaalfragmenten, nesten of zeer jonge dieren zijn nooit gevonden; de kleinste fossielen zijn van dieren die zo'n twee meter lang waren. De enige aanwijzing over het sociaal gedrag bestond uit het mogelijke gebruik van de rugplaten als communicatiemiddel. In 2005 zijn echter in de Morrison sporen aangetroffen die van een groep stegosauriërs kunnen zijn geweest die jongen begeleidden. De extra vergroeide eerste sacrale rib bij sommige exemplaren is het enige bekende teken van een mogelijke seksuele dimorfie, een onderscheid tussen de seksen: volgens Galton hadden de wijfjes een versterkt bekken voor de eierleg.
In zijn habitat leefden twee grote roofdieren: Allosaurus en Ceratosaurus. Een gevecht tussen Stegosaurus en Allosaurus is een gewild onderwerp van paleontologische illustraties.